# Saint-Aubin-du-Cormier
Pour les articles homonymes, voir Saint-Aubin et Cormier.
Saint-Aubin-du-Cormier est une commune française homologuée « petite cité de caractère », située dans le département d'Ille-et-Vilaine en région Bretagne, peuplée de 4 145 habitants en 2022.

## Géographie

### Localisation
Saint-Aubin-du-Cormier est situé à 29 km au nord-est de Rennes et à 49 km au sud du mont Saint-Michel dans le pays de Fougères, dans le département d'Ille-et-Vilaine.

En venant de Fougères, on aperçoit de loin sa silhouette dentelant une longue crête et se détachant sur le ciel à 113 mètres d'altitude.

« Saint-Aubin-du-Cormier, la vieille ville étageant ses pignons pittoresques au versant de la montagne »

— Paul Féval (Blanchefleur)[réf. non conforme]

### Communes limitrophes
Les communes limitrophes sont Mézières-sur-Couesnon, Saint-Jean-sur-Couesnon, Saint-Georges-de-Chesné, Mecé, Livré-sur-Changeon, Liffré, Gosné, Ercé-près-Liffré et Gahard. Saint-Aubin et Mecé ne sont limitrophes que par un quadripoint.

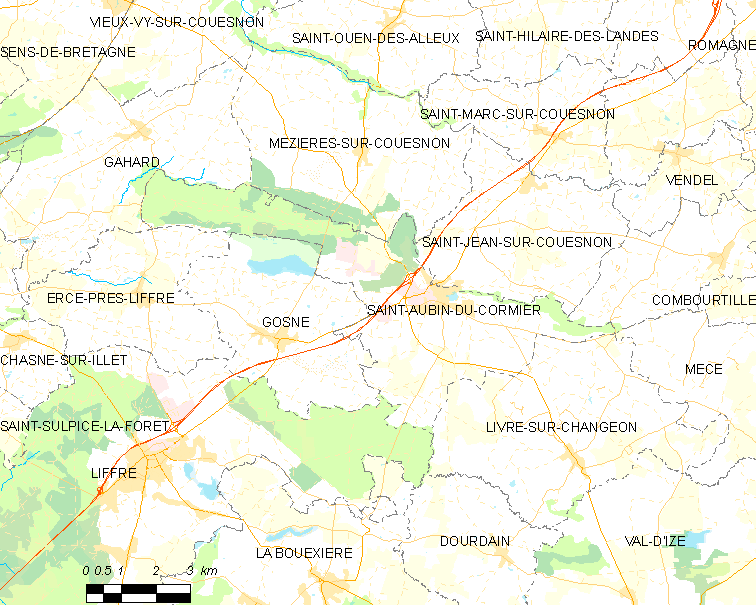
Carte de la commune de Saint-Aubin-du-Cormier et des communes avoisinantes.

| Mézières-sur-Couesnon   | Saint-Jean-sur-Couesnon (Rives-du-Couesnon) | Saint-Georges-de-Chesné (Rives-du-Couesnon) |
| Gahard                  | Saint-Aubin-du-Cormier                      | Mecé (quadripoint)                          |
| Gosné, Ercé-près-Liffré | Liffré                                      | Livré-sur-Changeon                          |

### Géologie et relief

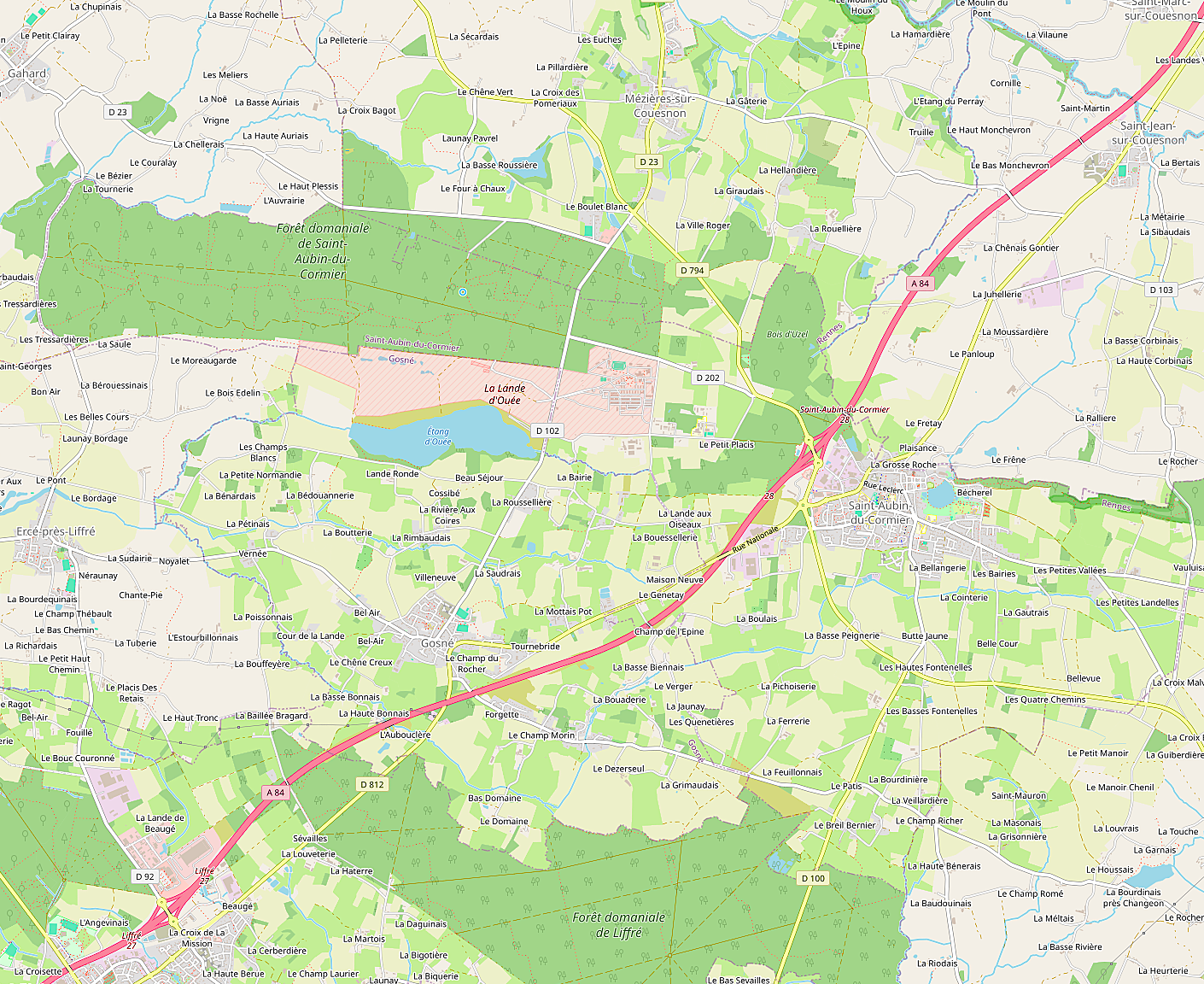
Carte de Saint-Aubin-du-Cormier, du camp de la Lande d'Ouée et de la forêt de Haute-Sève (Openstreetmap).

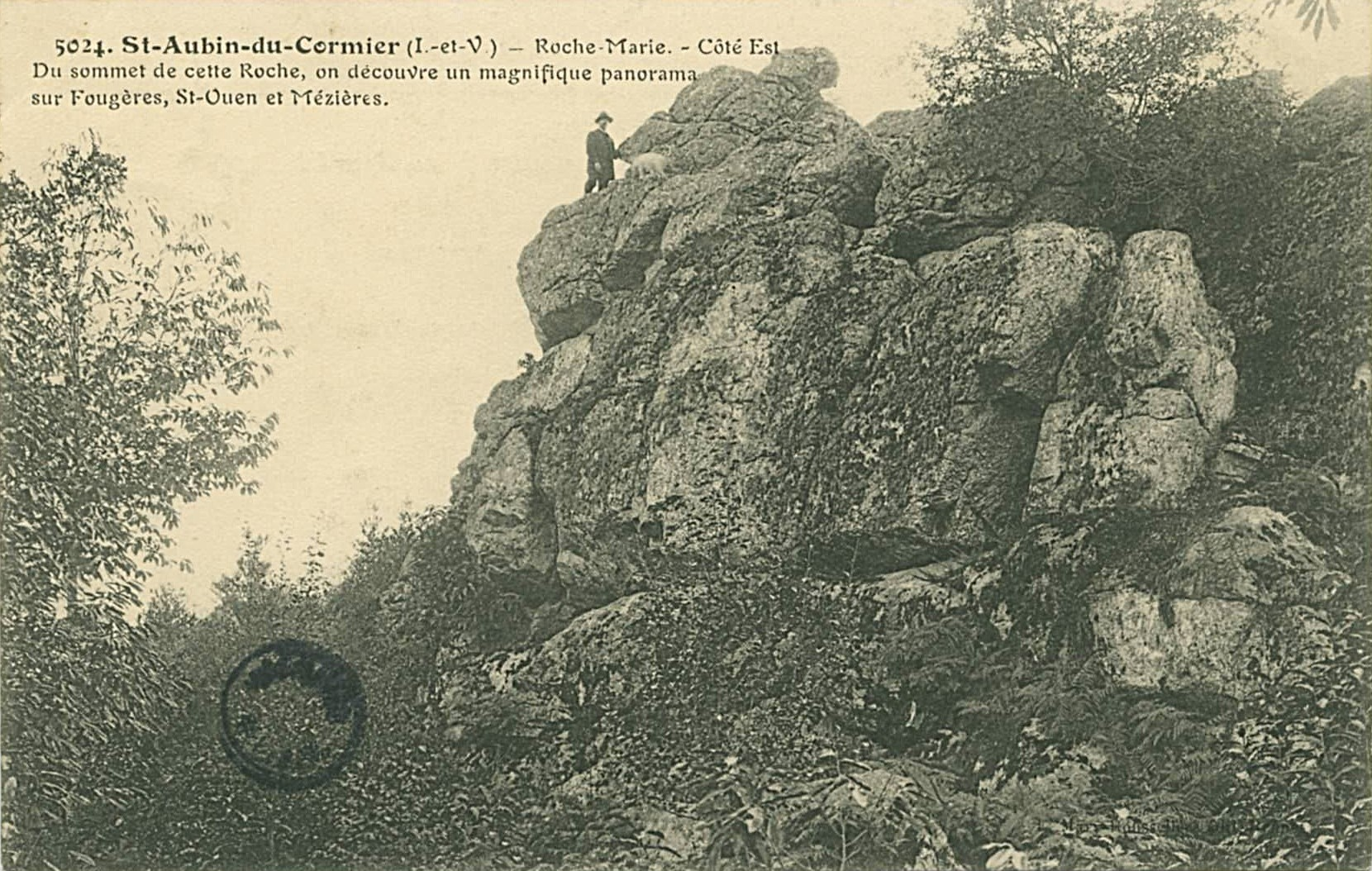
Le rocher de la Roche Marie au début du XXe siècle ; depuis son sommet on découvre un vaste panorama (carte postale).

Les altitudes les plus élevées sont d'une part dans la partie nord-ouest du finage communal : 122 mètres dans le Bois du Milieu ou de l'Écot Sec pour le point le plus haut et d'autre part dans la partie nord-est de la commune (122 mètres également dans le Bois et lande de Rumignon) ; une bonne partie de la Forêt de Saint-Aubin-du-Cormier et du Camp de la Lande d'Ouée sont entre 110 et 100 mètres d'altitude. Les altitudes sont presque aussi élevées dans les confins orientaux du territoire communal, atteignant 118 mètres à la limite communale avec Livré-sur-Changeon, près du hameau de la Veillardière et restent supérieures à 100 mètres dans la quasi totalité de la partie sud-est de la commune, sauf à sa limite sud, aux alentours du Pré Gérault, où elles sont voisines de 85 mètres. Des altitudes avoisinant 90 mètres se rencontrent aussi dans les vallées des ruisseaux de la Biennais et de la Ripotière aux endroits où ces cours d'eau quittent la commune. Le bourg est vers 110 mètres d'altitude.
Le site du bourg de  de Saint-Aubin-du-Cormier fait partie de cet alignement de hauteurs de type relief appalachien (parfois appelé "relief armoricain") qui domine la vallée du Couesnon, atteignant également 122 mètres à l'est du bourg (de part et d'autre du lieu-dit Bel-Air) et explique que la limite nord de la commune suit cet abrupt et entraîne la position excentrée du bourg au sein de son territoire communal. On jouit du panorama qu'entraine cette position sur la « ligne pittoresque de partage des eaux qui sépare de ses barrières de quartz le bassin du Couesnon de celui de la Vilaine ».

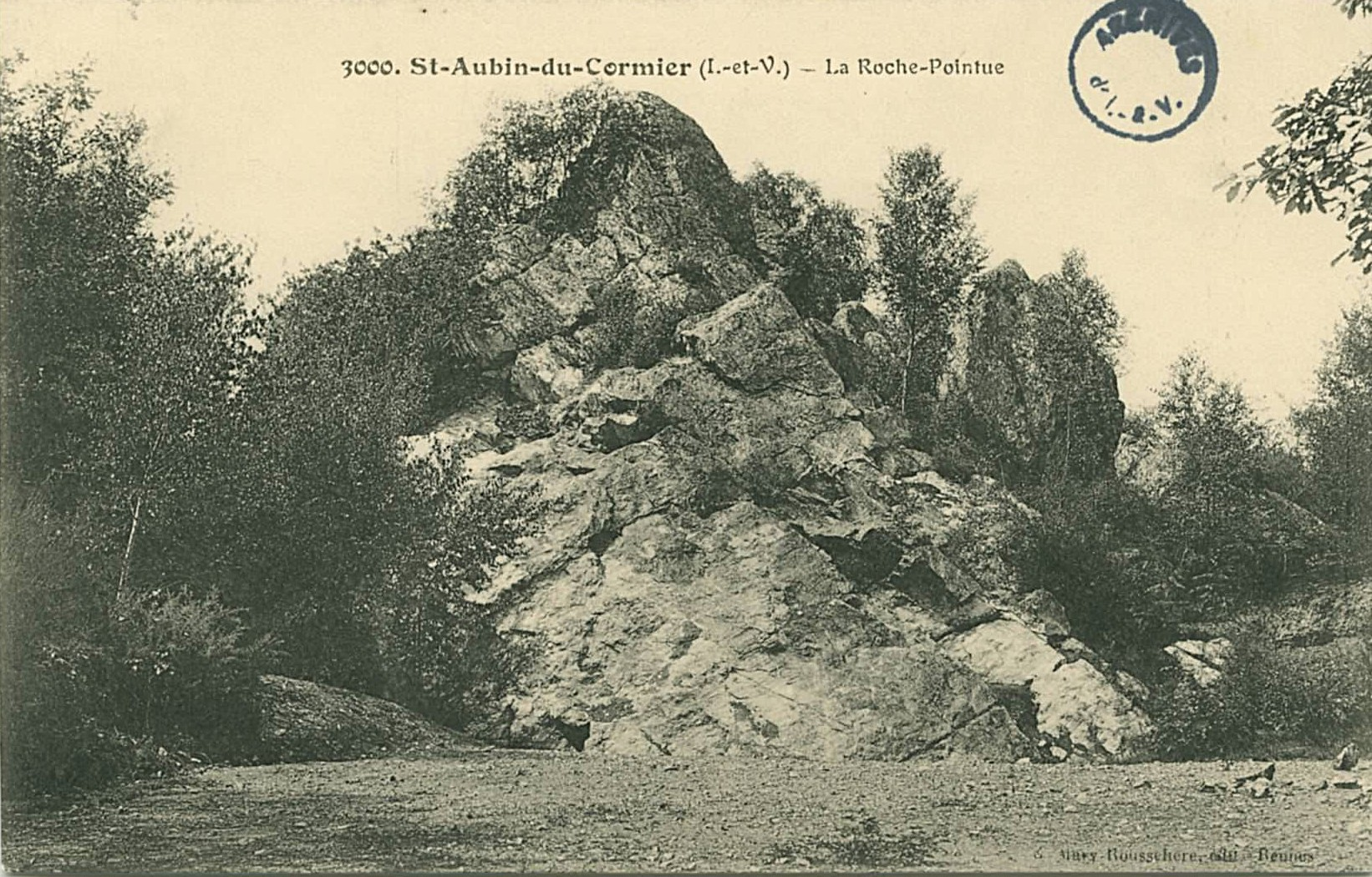
Le rocher de la Roche Pointue au début du XXe siècle (carte postale).
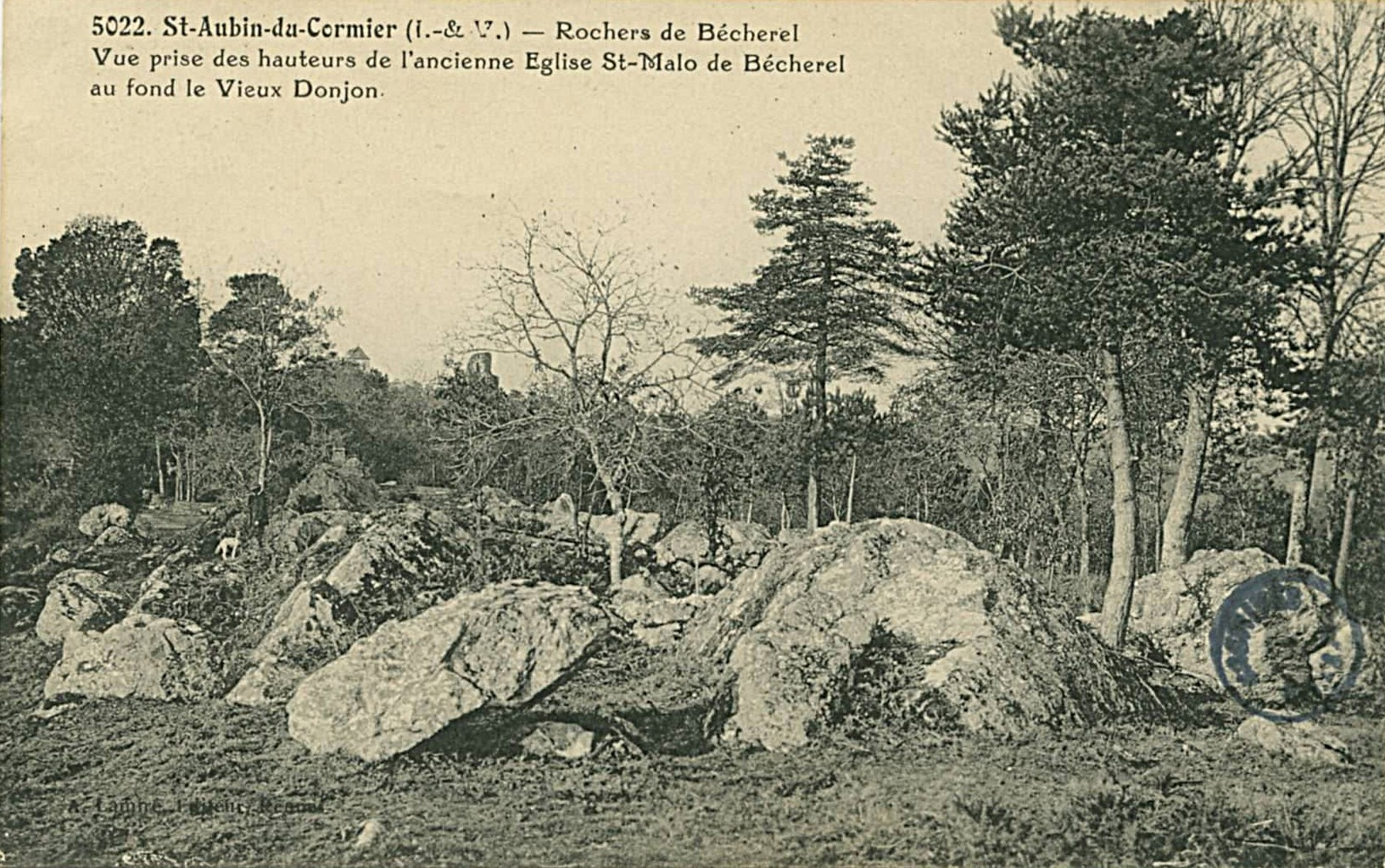
Les rochers de Bécherel vu depuis le site de l'ancienne église Saint-Malo au début du XXe siècle (carte postale).
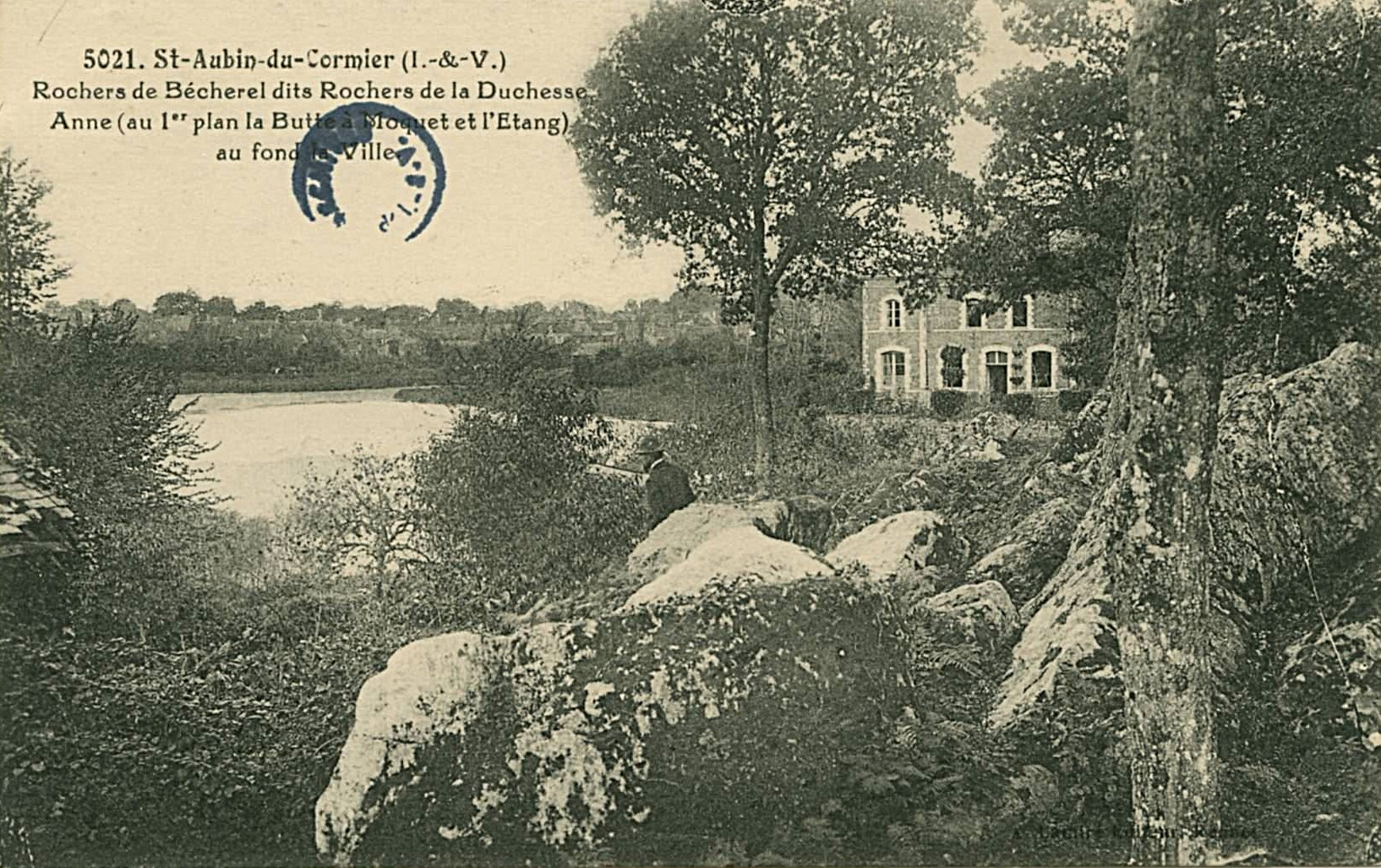
Rochers de Bécherel et bord de l'étang au début du XXe siècle (carte postale).
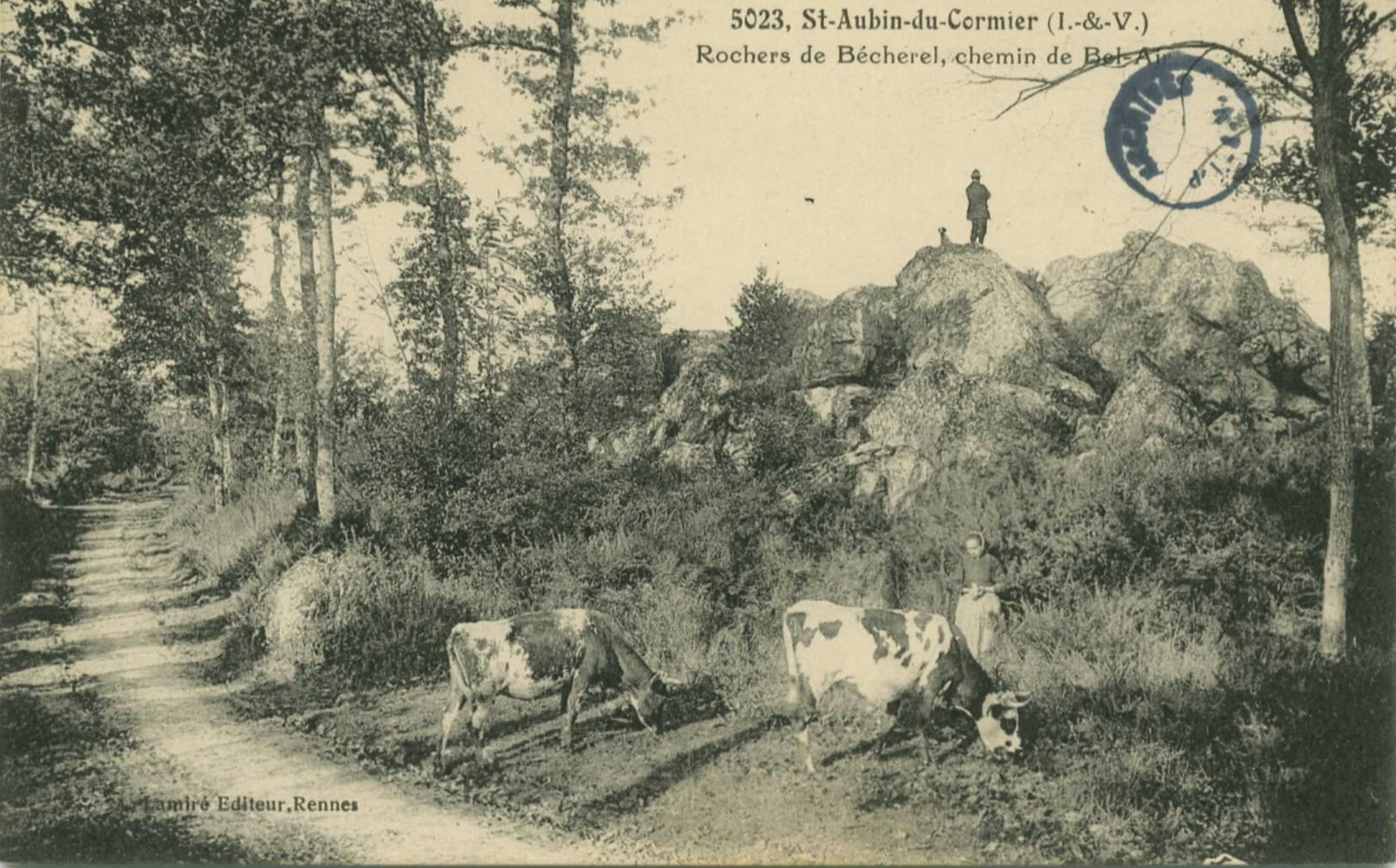
Rochers de Bécherel et chemin de Bel-Air au début du XXe siècle (carte postale).
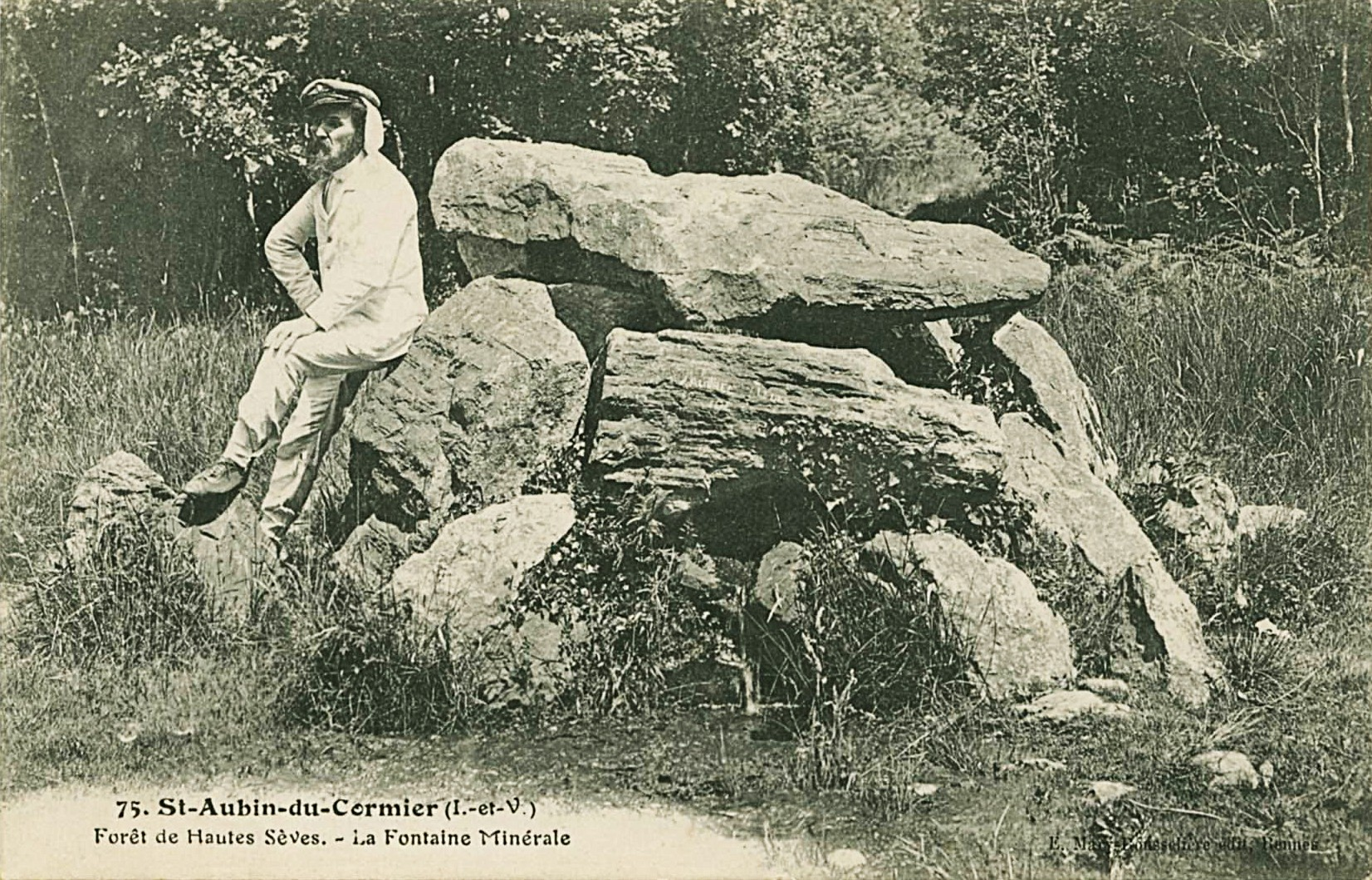
La "fontaine minérale" du Rocher du Parc en forêt de Haute-Sève au début du XXe siècle (carte postale).

Charles Barrois a publié en 1894 une description géologique détaillée de la région de Liffré et Saint-Aubin-du-Cormier.

### Hydrographie
Pour un article plus général, voir Réseau hydrographique d'Ille-et-Vilaine.
La commune est située dans le bassin Loire-Bretagne. Elle est drainée par l'Illet, le Riclon, le Moroval, l'Étang d'Ouée, la Veillardière, l'aqueduc souterrain, le ruisseau de Riaudon et le ruisseau du Pissot,,.
L'Illet est un affluent de rive droite de l'Ille et donc un sous-affluent de la Vilaine. D'une longueur de 34 km, prend sa source dans la commune  et se jette  dans l'Ille à Betton, après avoir traversé neuf communes. 
Le Riclon, d'une longueur de 13 km, prend sa source dans la commune de Mézières-sur-Couesnon et se jette  dans l'Illet  à Ercé-près-Liffré, après avoir traversé quatre communes. 
Le Ruisseau de Moroval a sa source au nord-ouest du bourg et traverse une partie de la forêt de Saint-Aubin du-Cormier ; c'est un affluent du Riclan et un sous-affluent de l'Illet.
Quelques petits affluents de rive gauche du Couesnon ont leur source dans les confins nord-est de la commune, les principaux étant le  Ruisseau du Pissot et le Ruisseau du Général.

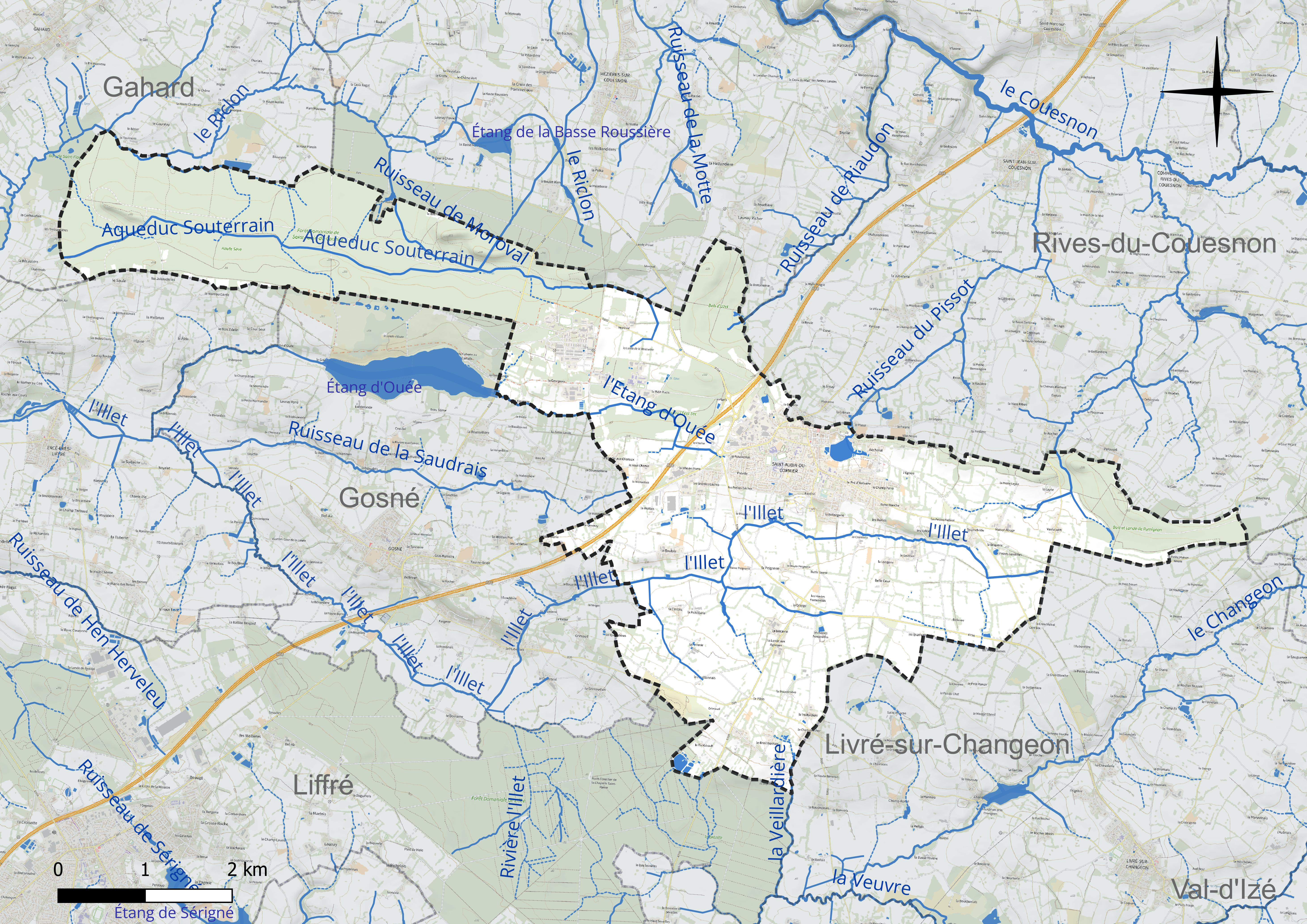
Réseau hydrographique de Saint-Aubin-du-Cormier.

### Climat
Pour des articles plus généraux, voir Climat de la Bretagne et Climat d'Ille-et-Vilaine.
En 2010, le climat de la commune est de type climat océanique franc, selon une étude du CNRS s'appuyant sur une série de données couvrant la période 1971-2000. En 2020, Météo-France publie une typologie des climats de la France métropolitaine dans laquelle la commune est exposée à un climat océanique et est dans la région climatique  Bretagne orientale et méridionale, Pays nantais, Vendée, caractérisée par une faible pluviométrie en été et une bonne insolation. Parallèlement l'observatoire de l'environnement en Bretagne publie en 2020 un zonage climatique de la région Bretagne, s'appuyant sur des données de Météo-France de 2009. La commune est, selon ce zonage, dans la zone « Intérieur Est », avec des hivers frais, des étés chauds et des pluies modérées.
Pour la période 1971-2000, la température annuelle moyenne est de 11,1 °C, avec une amplitude thermique annuelle de 12,9 °C. Le cumul annuel moyen de précipitations est de 837 mm, avec 13,3 jours de précipitations en janvier et 7,9 jours en juillet. Pour la période 1991-2020, la température moyenne annuelle observée sur la station météorologique la plus proche, située sur la commune de Fougères à 18 km à vol d'oiseau, est de 11,9 °C et le cumul annuel moyen de précipitations est de 939,1 mm,. Pour l'avenir, les paramètres climatiques de la commune estimés pour 2050 selon différents scénarios d'émission de gaz à effet de serre sont consultables sur un site dédié publié par Météo-France en novembre 2022.

### Voies de communication et transports

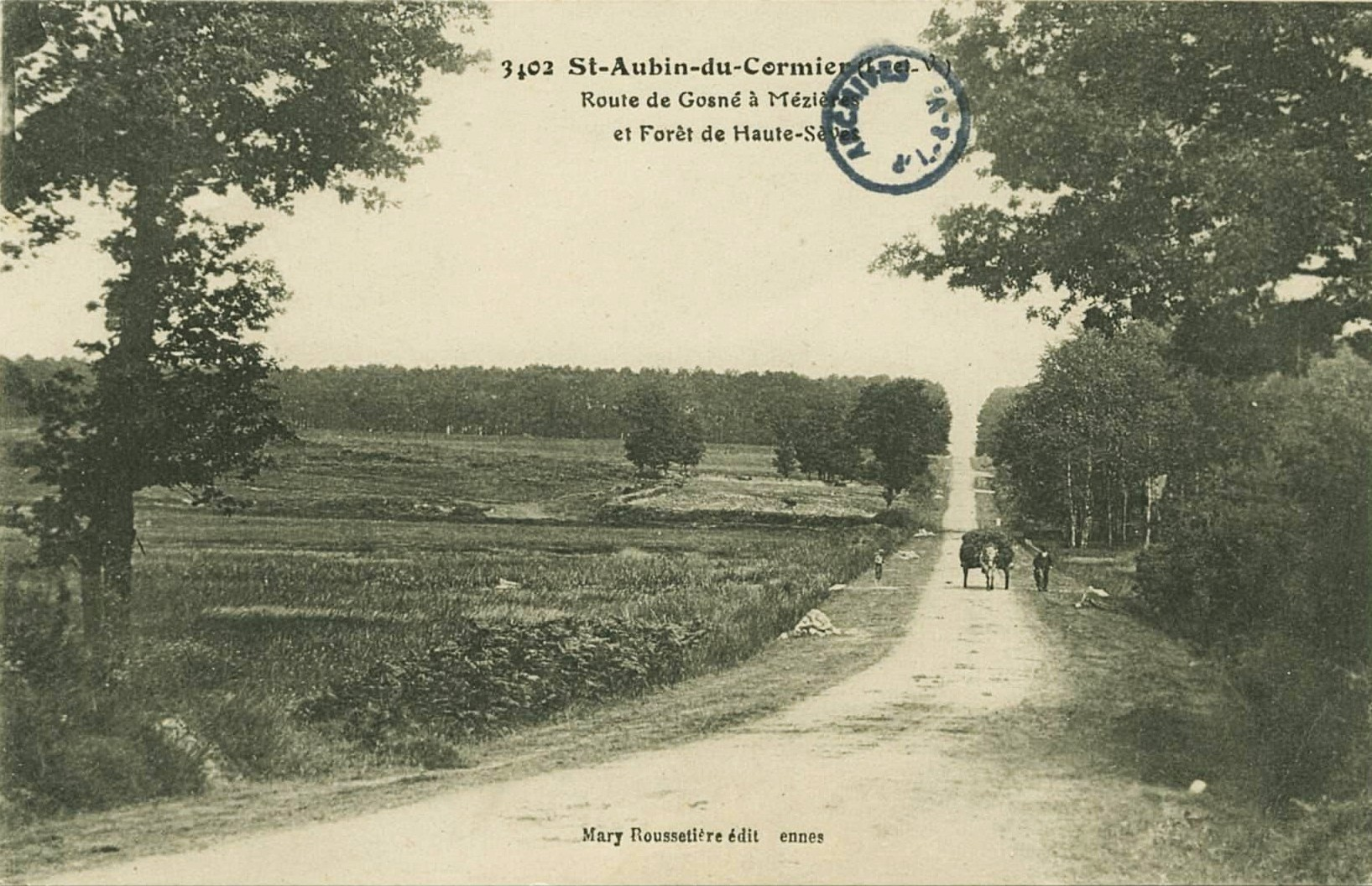
Forêt de Haute-Sève ː la route de Gosné à Mézières-sur-Couesnon [actuelle D102] au début du XXe siècle (carte postale).

La commune est traversée par l'Autoroute A84, dite "Autoroute des estuaires", desservant directement Rennes et Fougères en direction de Caen; la commune est desservie par l'échangeur n° 28, dit de Ssint-Aubin-du-Cormier. Avant la construction de l'autoroute, la commune était desservie par la route nationale 12, désormais déclassée en D 812, qui traverse la ville.
La départementale D 794 (ancienne Route nationale 794 déclassée) traverse également le territoire de Saint-Aubin-du-Cormier permet de relier la ville à Dinan et Vitré.
La commune est desservie en transport en commun par la ligne 9A du réseau de cars trans-urbains régionaux BreizhGo.
Une navette intercommunale "La Coccinelle" dessert le territoire, opérée par la collectivité de Liffré-Cormier Communauté.

### Paysages et habitat
Le paysage agraire traditionnel de la commune est le bocage avec un habitat dispersé en écarts formés de hameaux (appelés localement "villages") et fermes isolées.
Les espaces boisés sont importants : principalement la forêt de Haute-Sève, dite aussi "forêt de Saint-Aubin-du-Cormier", forêt domaniale, mais aussi le Bois du Milieu ou de l'Écot Sec, le Bois et Lande de Rumignon et une partie du camp militaire de la Lande d'Ouée, une lande boisée.
L'expansion démographique depuis les Trente Glorieuses a entraîné un développement urbain important : de nombreux lotissements ont été construits au sud-ouest du bourg traditionnel, plus secondairement à son sud-est, la limite communale avec Saint-Jean-sur-Couesnon qui longe côté nord le bourg ancien ayant bloqué l'urbanisation dans cette direction.
Des zones d'activités économiques de sont développées à l'ouest et au sud-ouest de l'agglomération, notamment à proximité de l'échangeur autoroutier.
Le reste du territoire communal a conservé son aspect rural.

## Urbanisme

### Typologie
Au 1er janvier 2024, Saint-Aubin-du-Cormier est catégorisée bourg rural, selon la nouvelle grille communale de densité à sept niveaux définie par l'Insee en 2022.
Elle appartient à l'unité urbaine de Saint-Aubin-du-Cormier, une unité urbaine monocommunale constituant une ville isolée,. Par ailleurs la commune fait partie de l'aire d'attraction de Rennes, dont elle est une commune de la couronne,. Cette aire, qui regroupe 183 communes, est catégorisée dans les aires de 700 000 habitants ou plus (hors Paris),.

### Occupation des sols
L'occupation des sols de la commune, telle qu'elle ressort de la base de données européenne d'occupation biophysique des sols Corine Land Cover (CLC), est marquée par l'importance des territoires agricoles (54,4 % en 2018), en diminution par rapport à 1990 (59,5 %). La répartition détaillée en 2018 est la suivante : 
prairies (40,1 %), forêts (35,2 %), terres arables (11,4 %), zones industrielles ou commerciales et réseaux de communication (5,8 %), zones urbanisées (4,6 %), zones agricoles hétérogènes (2,8 %). L'évolution de l'occupation des sols de la commune et de ses infrastructures peut être observée sur les différentes représentations cartographiques du territoire : la carte de Cassini (XVIIIe siècle), la carte d'état-major (1820-1866) et les cartes ou photos aériennes de l'IGN pour la période actuelle (1950 à aujourd'hui).

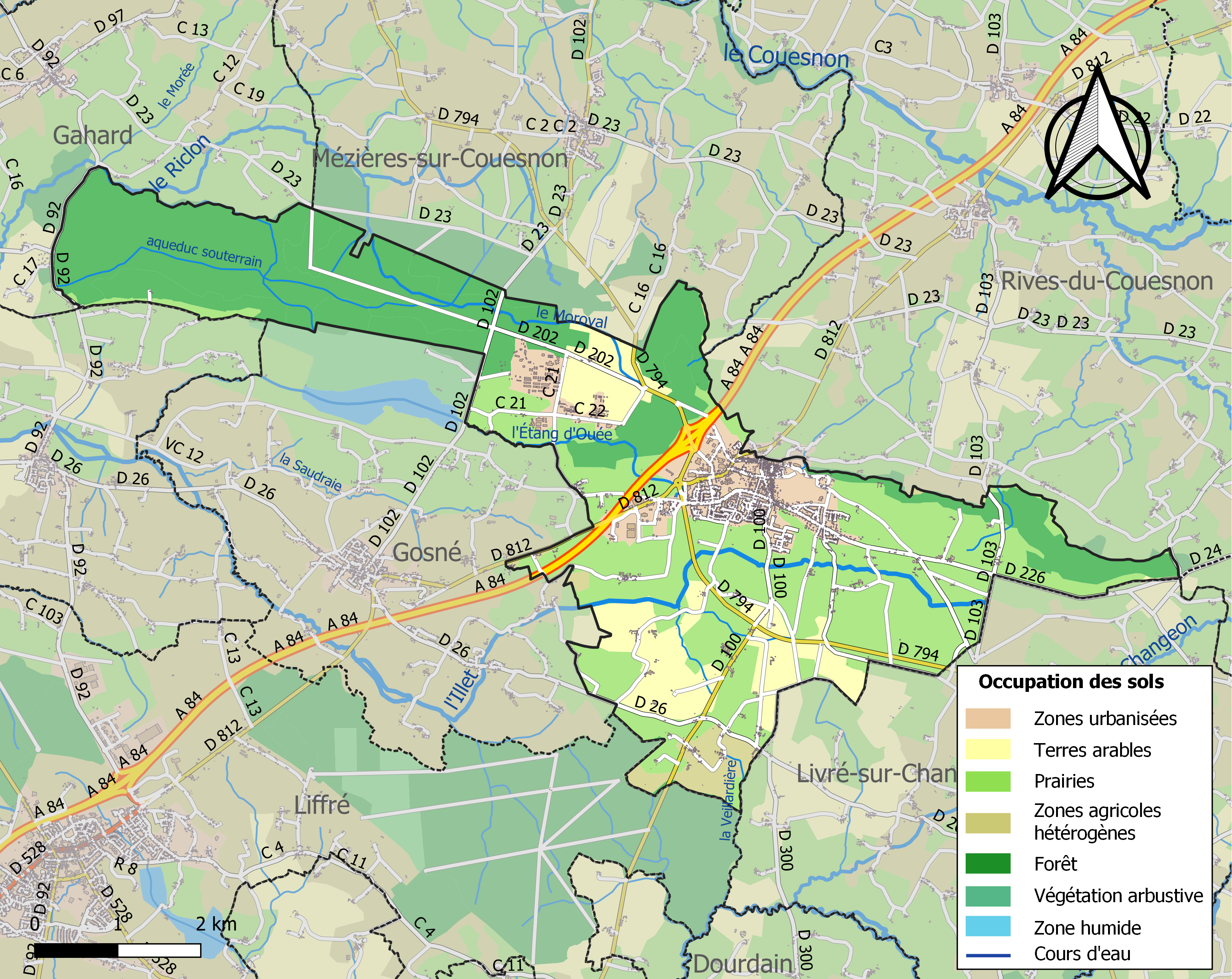
Carte des infrastructures et de l'occupation des sols de la commune en 2018 (CLC).

## Toponymie
On trouve la forme ancienne Sanctum Albinum de Cormerio (1308).
Le nom de la commune est composé de l'hagiotoponyme « Saint-Aubin » et de l'arbre « cormier » (Sorbus domestica). On trouve plusieurs autres communes nommées « Saint-Aubin » dans les environs, la plus proche étant Saint-Aubin-d'Aubigné. L'origine du nom provient de l'existence dans la forêt en 1225 d'une chapelle dédiée à saint Aubin, qui était ombragée par un cormier.
Son nom est Le Grand Staobin (graphie choisie par la municipalité) / Le Graund-Saent-Aubein ou Grand'St Aubin[réf. souhaitée] en gallo.
La forme bretonne actuelle proposée par l'Office public de la langue bretonne est Sant-Albin-an-Hiliber en breton.
Le gentilé est Saint-Aubinais.

## Histoire

### Préhistoire
Une allée couverte existait dans le Bois de Rumignon ; elle a été détruite. Selon une légende locale, les jeunes filles amoureuses allaient se frotter contre ses pierres afin d'avoir plus de chances de se marier avec leur amoureux.

### Moyen Âge

#### Le château au Moyen-Âge
Saint-Aubin-du-Cormier est situé dans les Marches de Bretagne, ancienne zone frontalière qui séparait le duché de Bretagne du Royaume de France, au Haut Moyen-Âge, du temps où la Bretagne était indépendante.
La première mention de Saint-Aubin-du-Cormier se trouve vers 1025 dans l'acte de donation du monastère de Gahard à l'abbaye de Marmoutiers (il y est dit que Gérard est limitrophe de Saint-Aubin) ; mais Saint-Aubin-du-Cormier ne devint une paroisse qu'au XIIIe siècle, après la construction du château.

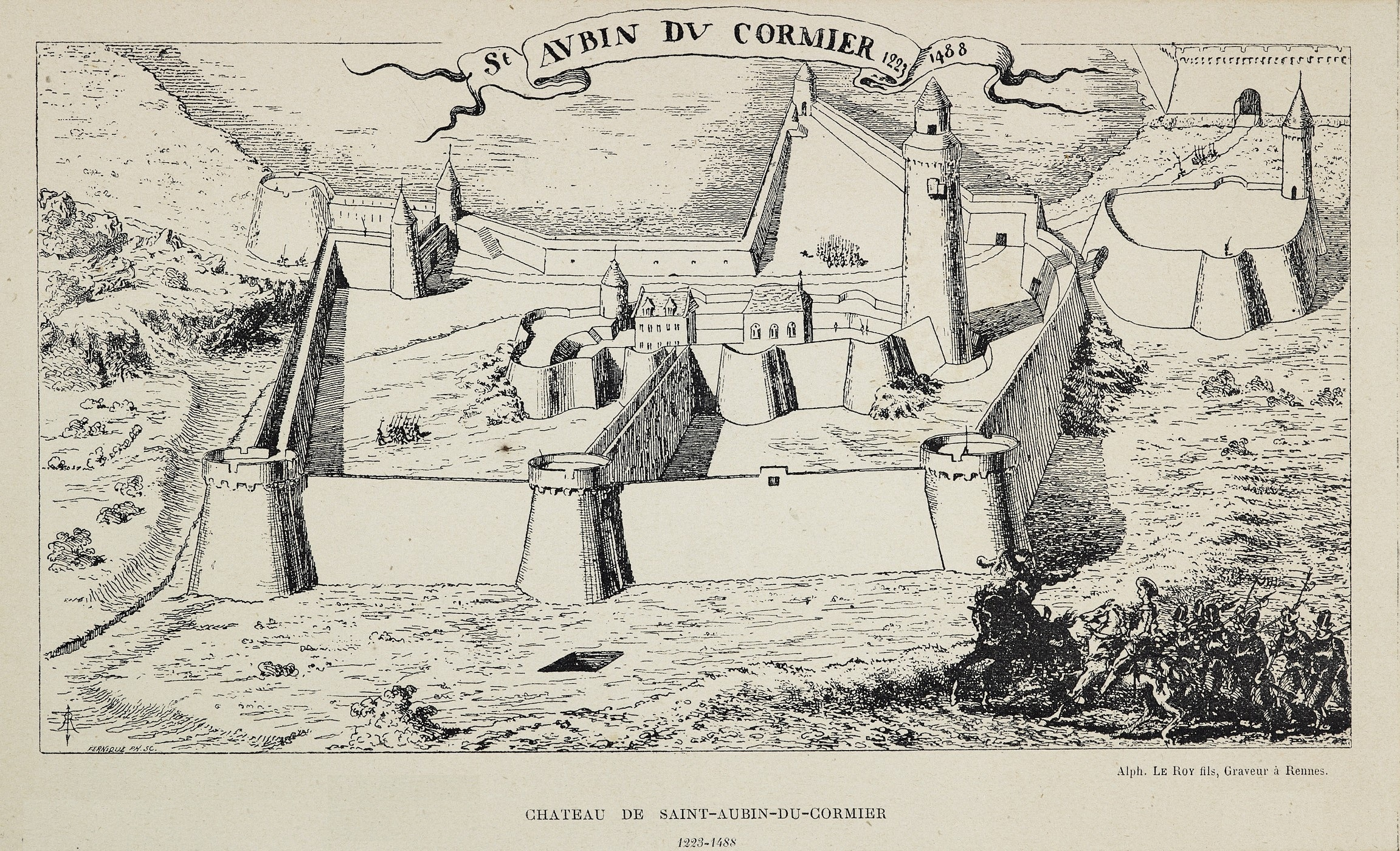
Philippe Fernique : Dessin représentant le château de Saint-Aubin-du-Cormier au Moyen-Âge (Musée de Bretagne, Collection Arts graphiques, 1882).

Le Baillistre de Bretagne, Pierre Ier de Bretagne dit Pierre de Dreux ou encore Pierre Mauclerc construisit un château fort entre 1223 et 1225, à proximité d'un petit village. « L'emplacement fut choisi à même distance des châteaux de Fougères et de Vitré, non pas tant pour défendre la frontière bretonne que pour établir une sauvegarde en face de deux puissants vassaux dont le duc, non sans raisons, craignait les entreprises ». En révolte contre le roi de France Louis IX, dont les troupes envahissent alors la Haute-Bretagne, Pierre Mauclerc signa en 1231 une trêve de trois ans, laissant en gage son château de Saint-Aubin-du-Cormier, et, en 1234, à nouveau battu, laissa encore ce château en gage pour trois autres.
Ce château devint un de ses lieux de résidence préférés, « à cause de la bonté de l'air et de la commodité de la chasse », selon Jacques Levron, mais la surveillance de la frontière et l'indiscipline des seigneurs de Fougères et de Vitré y étaient pour beaucoup. Selon Jean-Baptiste Ogée « comme ce Prince aim[ait] la chasse, il se plaisait beaucoup dans cette nouvelle habitation, qui rejoint la forêt du grand et petit Sevail [Sévailles], qui s'en trouve maintenant éloignée d'environ une demi-heure. Cette forêt se confondait, dans le même temps , avec celle de Rennes, dont elle est aussi séparée actuellement. Les arbres ont été coupés dans une assez grande étendue, et le terrain a été défriché, de sorte que ces forêts ne renferment maintenant qu'un très-petit espace, en comparaison de celui qu'elles occupaient. Le Duc Pierre de Dreux n'acheva que le donjon du château, le reste fut fait à plusieurs reprises ».

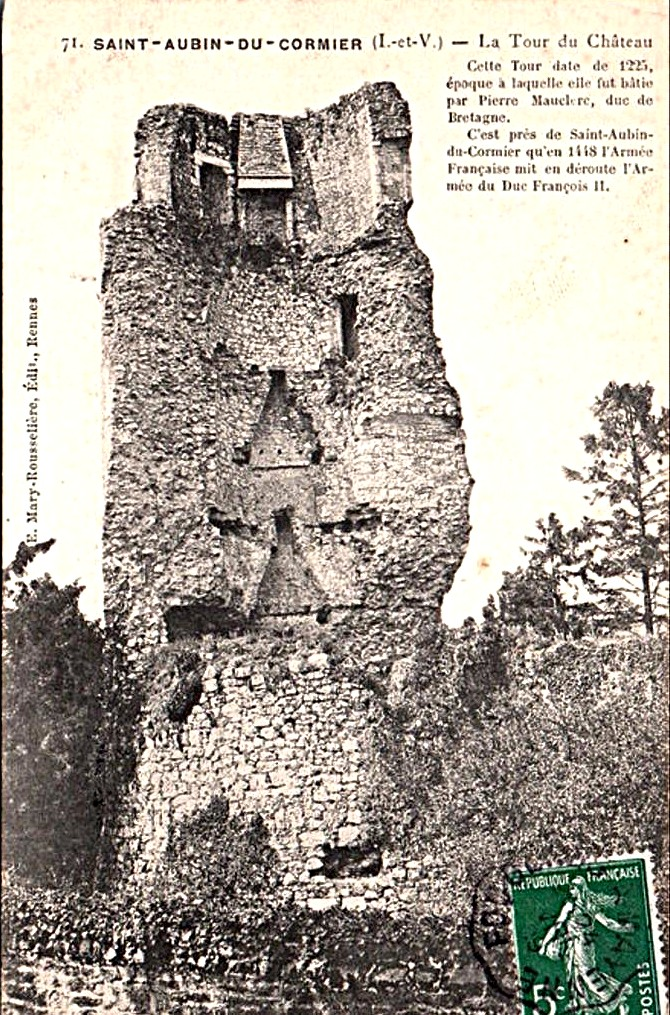
Le donjon du château au début du XXe siècle (carte postale).
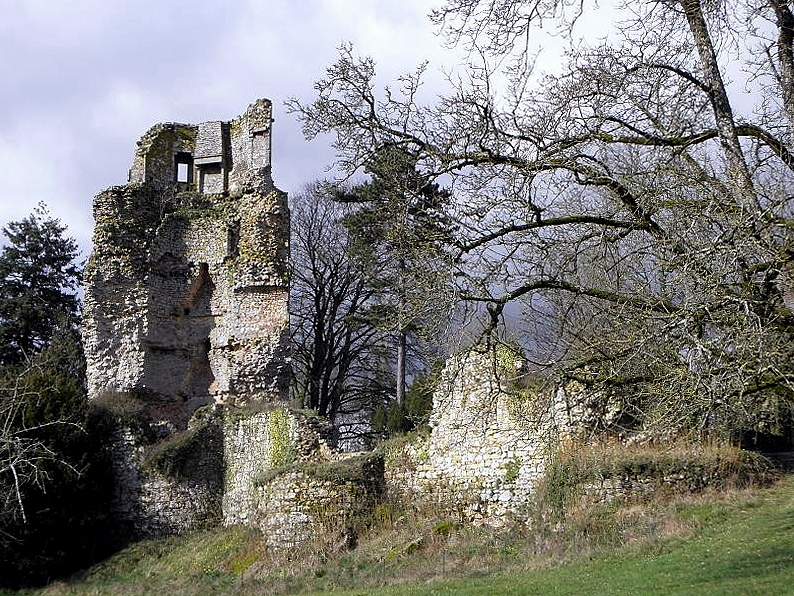
Château de Saint-Aubin-du-Cormier.
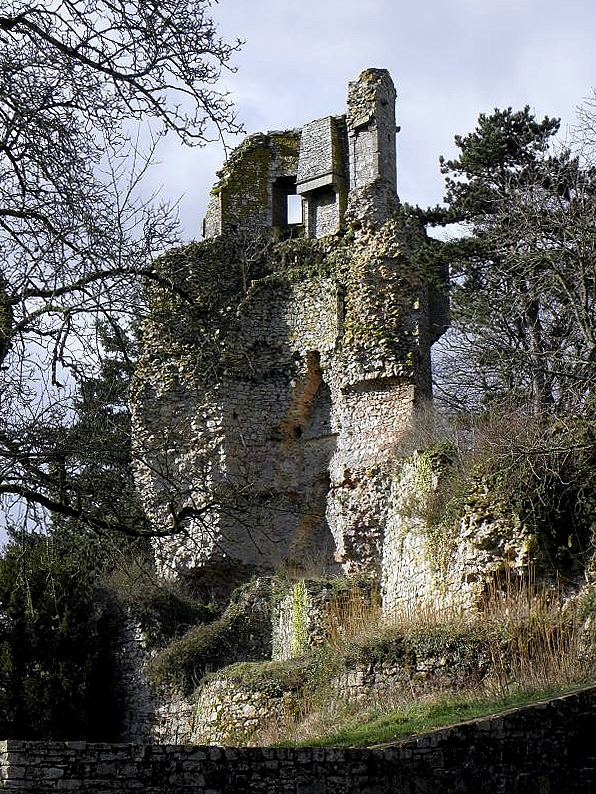
Château de Saint-Aubin-du-Cormier.
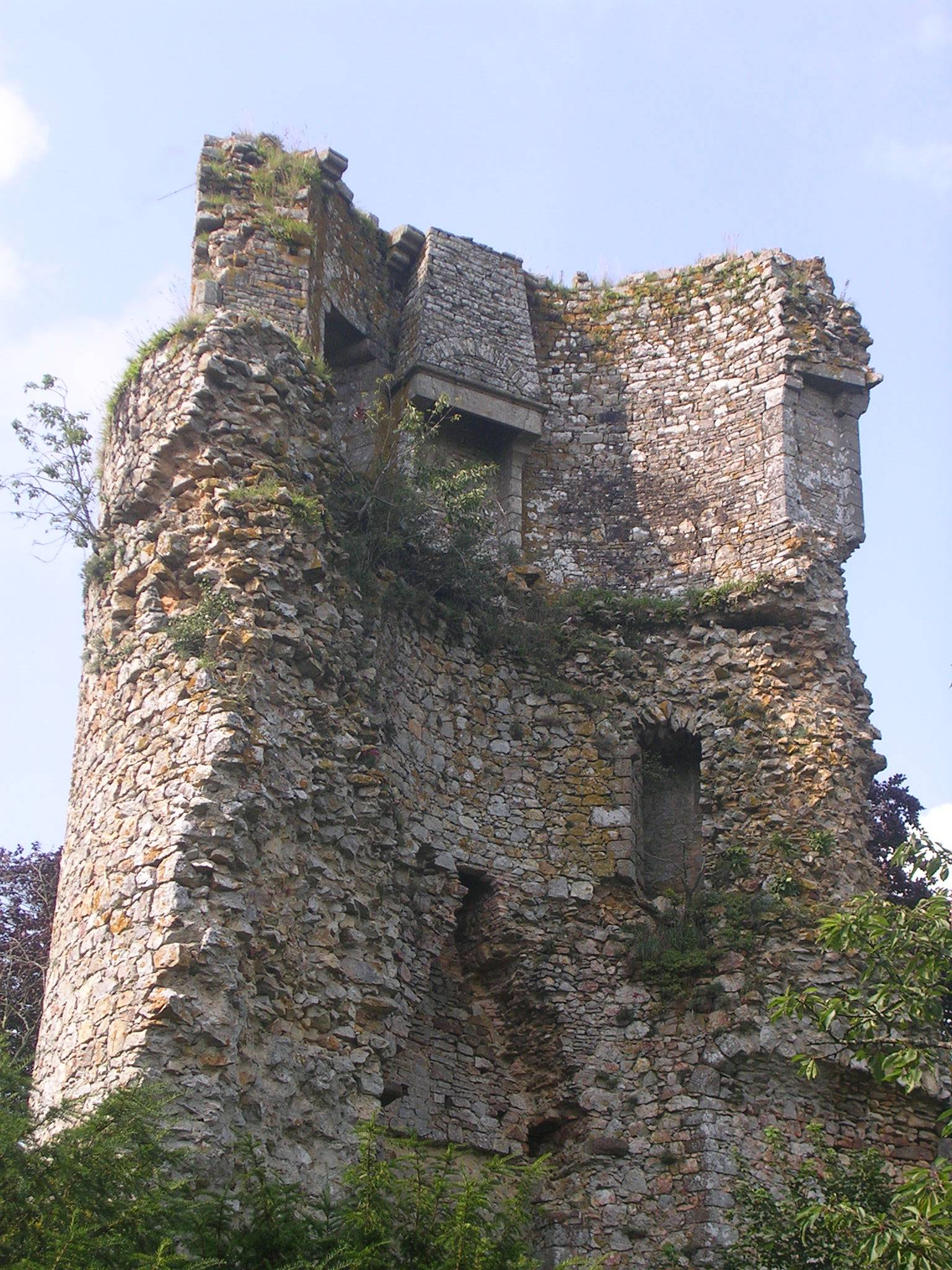
Château de Saint-Aubin-du-Cormier.

Bien que peu obéi, ce prince, que les Anglais appellent Mauclerc car il régentait le clergé, groupe à Nantes soixante-deux seigneurs qui signent, le 17 avril 1225, un édit accordant aux habitants des privilèges étendus : l'exemption d'impôts, la permission de négocier, l'usage du bois ; il suffit de payer cinq sous et de servir dans l'armée ; aux bourgeois le duc accorde une charte et aux colons la liberté. Ces privilèges sont confirmés par les ducs et les rois.

#### La ville et la paroisse au Moyen-Âge
La ville était entourée de douves et de murailles. On en sortait par la Porte-Carrée, face au faubourg de la rue de l'Écu, et la porte Saint-Joachim, d'où la rue de la Garenne menait au Bourg-aux-Loups veillé par un vieux calvaire et un ancien manoir.

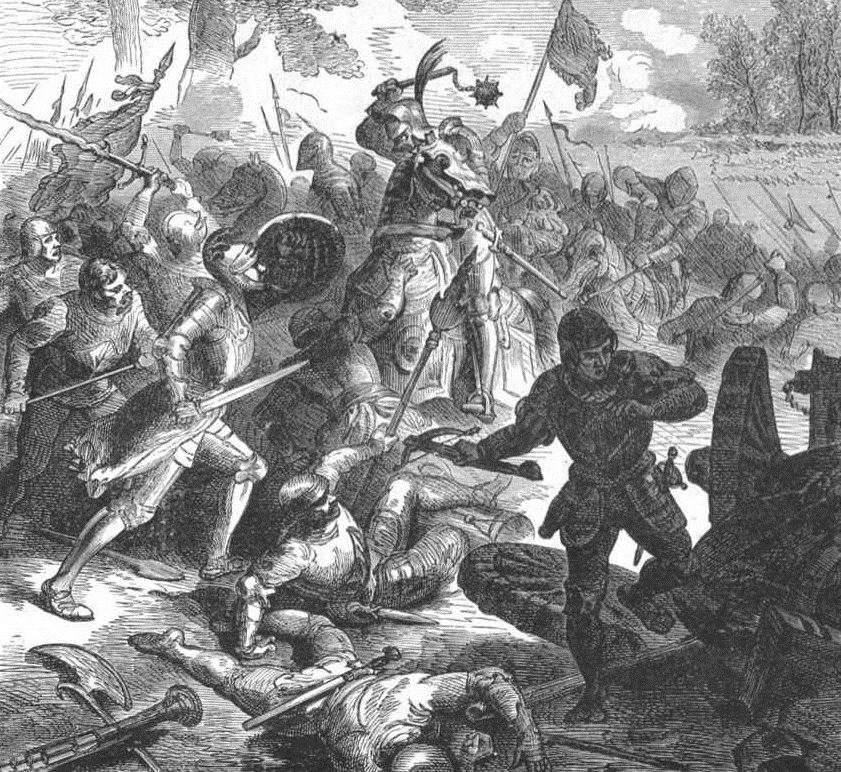
Paul Lehugeur : La bataille de Saint-Aubin-du-Cormier (1488).

La première église, dédiée à saint Malo, fut bâtie sur les rochers de Bécherel, à l'est de l'étang. Cette église possédait trois autels (dédiés à Notre-Dame, saint Malo et saint Julien), une chapelle dédiée à saint Nicolas et prohibitive au marquis de la Dobiais qui y disposait d'une chapellenie ; plusieurs confréries y étaient établies (celles de Notre-Dame de l'Assomption, de saint Sébastien et de saint Malo). Saint-Aubin avait en 1466 comme l'atteste l'acte de fondation de l'hôpital, trois recteurs : le premier, nommé 
par l'abbé de Saint-Florent, présentateur du recteur depuis plus d'un siècle, le second (chapelain ducal) présenté par le duc et le troisième nommé à l'ordinaire, tous les trois se donnant probablement le tour pour desservir la paroisse. Cette situation dura jusqu'en 1665, date- ä partir de laquelle la paroisse eut un recteur unique.
Le marché, fondé en 1237 par le duc, était très fréquenté. Les auberges du Maure, du Cheval-Blanc, de l'Écu et de la Tête-Noire grouillaient de monde car les affaires marchaient bon train comme l'atteste un guide au temps des diligences : « Fabriques de cuirs et de poterie de terre commune. Éducation des abeilles. Commerce considérable de beurre frais, de toiles, d'étoffes communes, miel, cire, sel, gibier, sarrasin, instruments aratoires ».

#### La bataille de 1488
Le 28 juillet 1488, la bataille de Saint-Aubin-du-Cormier voit la défaite de l'armée bretonne face à l'armée royale. Cette bataille est considérée par les nationalistes bretons comme le moment où la Bretagne perd son indépendance, malgré les trois années de campagne qui suivent ; elle est donc considérée comme un moment fort de l'histoire de la Bretagne.
Le roi Charles VIII fit raser le château et partiellement détruire le donjon après sa victoire définitive sur la Bretagne en 1488. Le donjon fut alors miné et démoli par la moitié en hauteur.

### Temps modernes

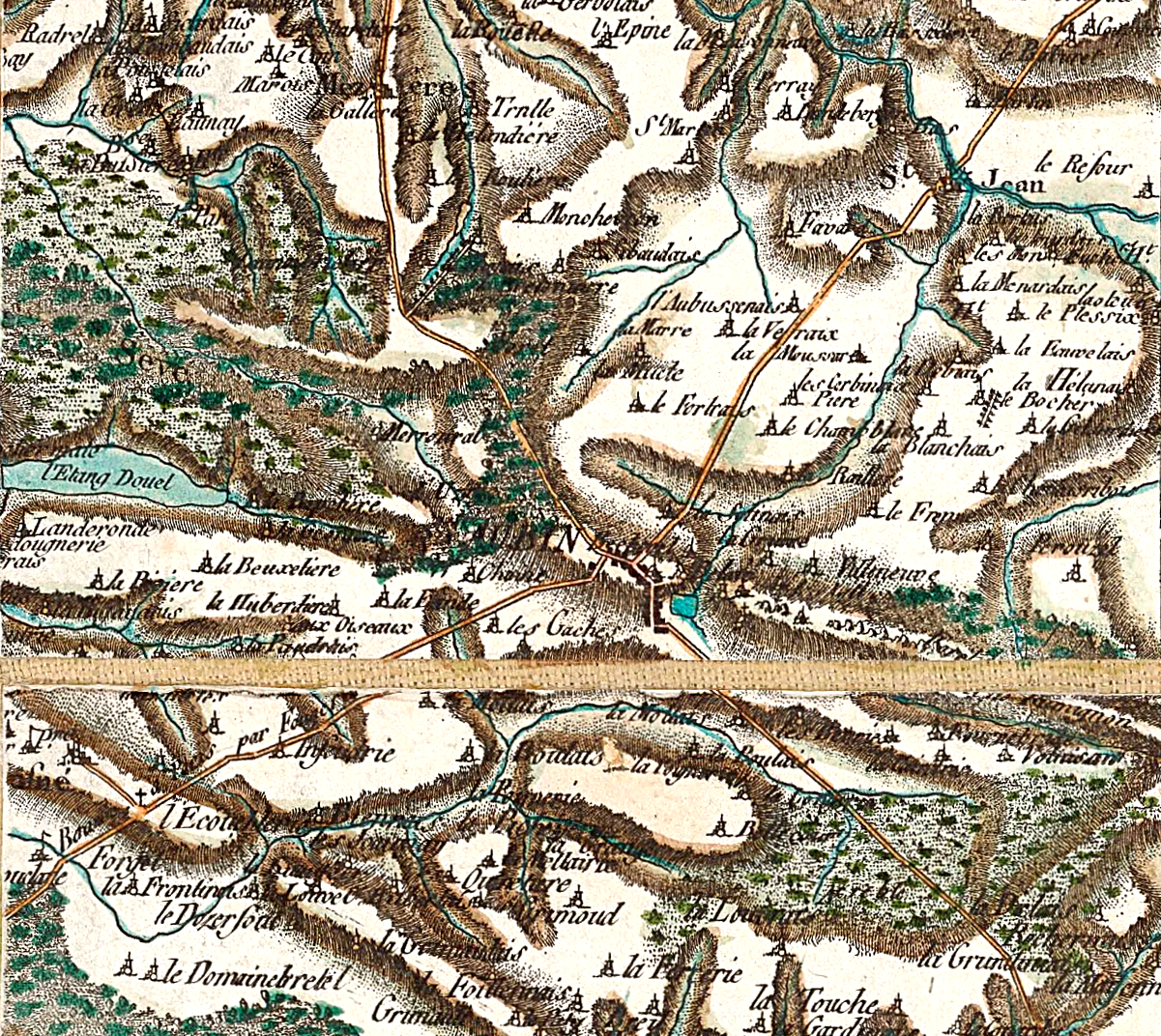
Carte de Cassini de la paroisse de Saint-Aubin-du-Cormier et de ses environs (1803).

Sous l'Ancien Régime, Saint-Aubin était chef-lieu d'une subdélégation, groupant une vingtaine de paroisses. On y trouvait une barre royale de justice, une prison et une potence.
La poste aux chevaux se trouvait rue de l'Écu, face à l'ancienne route de Fougères, au lieu-dit Grosse-Roche. On montre la prison du duc d'Orléans dans une cour de la rue Porte-Carrée.
En 1730, l'église Saint-Malo, qui était située sur les rochers de Bécherel, presque ruinée, fut, avec l'autorisation du Roi, remplacée par la chapelle Ducale, au Carroir, qui devint donc église paroissiale. La chute de la tour du clocher, qui était en bas de la nef, tomba et fut remplacée en 1764 par la tour actuelle, au sud de la nef. Le seigneur de la Garenne y avait droit de prééminence, mais c'est le Roi, héritier des ducs de Bretagne, qui en était le seigneur supérieur et fondateur. Plusieurs confréries s'y établirent (confrérie du Rosaire à partir de 1689, du Saint-Sacrement en 1723).
D'autres chapelles existaient : la chapelle Notre-Dame du Rosaire (citée en 1680 et située à côté de la chapelle ducale), la chapelle Saint-Joseph (située rue du Cormier, interdite à partir de 1669), la chapelle Saint-Antoine (qui dépendait de l'hôpital), la chapelle Saint-Denis (située dans le cimetière) et la chapelle Notre-Dame de la Mottais (dans la cour du manoir de la Mottais).
Jean-Baptiste Ogée décrit ainsi Saint-Aubin-du-Cormier en 1778 :

« Saint-Aubin-du-Cormier ; petite ville qui relève du Roi, par la route de Rennes à Fougères ; à 5 lieues un tiers au Nord-Est de Rennes, son évêché. On y compte 1 200 communiants : la cure est présentée par le Roi. On y remarque une juridiction royale et une subdélégation. Il s'y tient un marché le jeudi, et cinq foires par an. Le territoire offre à la vue des terres en labeur, quelques prairies, des landes, et les bois de la Chaine et de Rumigon, qui appartiennent à Sa Majesté : le premier peut contenir cent arpents soixante ; et le deuxième deux cents soixante. »

L'hôpital continue d'accueillir des pauvres et l'école se faisait dans l'ancienne chapelle de l'hôpital, comme l'atteste un document des archives paroissiales daté de 1655. Plusieurs auberges existaient vers la fin du XVIIIe siècle : les auberges de l'Écu, du Cheval Blanc et de la Tête Noire.

### Révolution française
Adrien-Julien Dubourg, un prêtre originaire d'Amiens, pourvu du prieuré-cure de Saint-Aubin-du-Cormier le 16 mars 1784, fut recteur de la paroisse jusqu'en 1793. La paroisse resta sans prêtre entre 1793 et 1798, date à laquelle Bouchard, prêtre assermenté de l'ancien diocèse de Saint-Malo, fut nommé. Après le Concordat François Gendrot, ancien curé constitutionnel de Moulins, fut nommé en 1803 recteur de Saint-Aubin-du-Cormier.
Pendant la Révolution française la ville s'appela Montagne-la-Forêt et une commission militaire y siégea. Saint-Aubin-du-Cormier est chef-lieu du canton de Saint-Aubin-du-Cormier de 1793 à sa suppression en 2015.
L'organisation des fêtes révolutionnaires témoigne de l'accueil favorable de la population locale aux changements apportés par la Révolution française, surtout après la fin de la Terreur :
- l'anniversaire de l'exécution de Louis XVI, accompagnée d'un serment de haine à la royauté et à l'anarchie, est fêté (à partir de 1795)[39] ;
- l'anniversaire de la fondation de la Première République, le 21 septembre[40] ;
- la fête du 26 messidor (14 juillet) à partir de 1794[41] ;
- les autres fêtes républicaines sont peu suivies, notamment à cause du manque de succès du calendrier républicain, qui fait que les fêtes d'Ancien Régime et les nouvelles ne coïncident pas[41]. On peut citer la fête de l'Agriculture, en juillet.

Pendant le mois de juin 1796, les chouans remportèrent une petite victoire sur les républicains au combat de Saint-Aubin du Cormier, près de la commune, lors de la Chouannerie.
Le 6 octobre 1799 des troupes républicaines repoussent une attaque des chouans contre le bourg de Saint-Aubin-du-Cormier.

### LeXIXesiècle
Le journal Le Citoyen français évoque dans son édition du 27 fructidor an XI (14 septembre 1803) un incendie survenu dans la lande d'Ouée, à cheval sur les communes de Gosné et Saint-Aubin-du-Cormier et le zèle des maires des deux localités pour l'éteindre et éviter qu'il ne se propage dans la forêt de Haute-Sève voisine.
Un curé-doyen réside au presbytère, ancien hôpital Saint-Antoine.

#### Saint-Aubin-du-Cormier vers le milieu duXIXesiècle

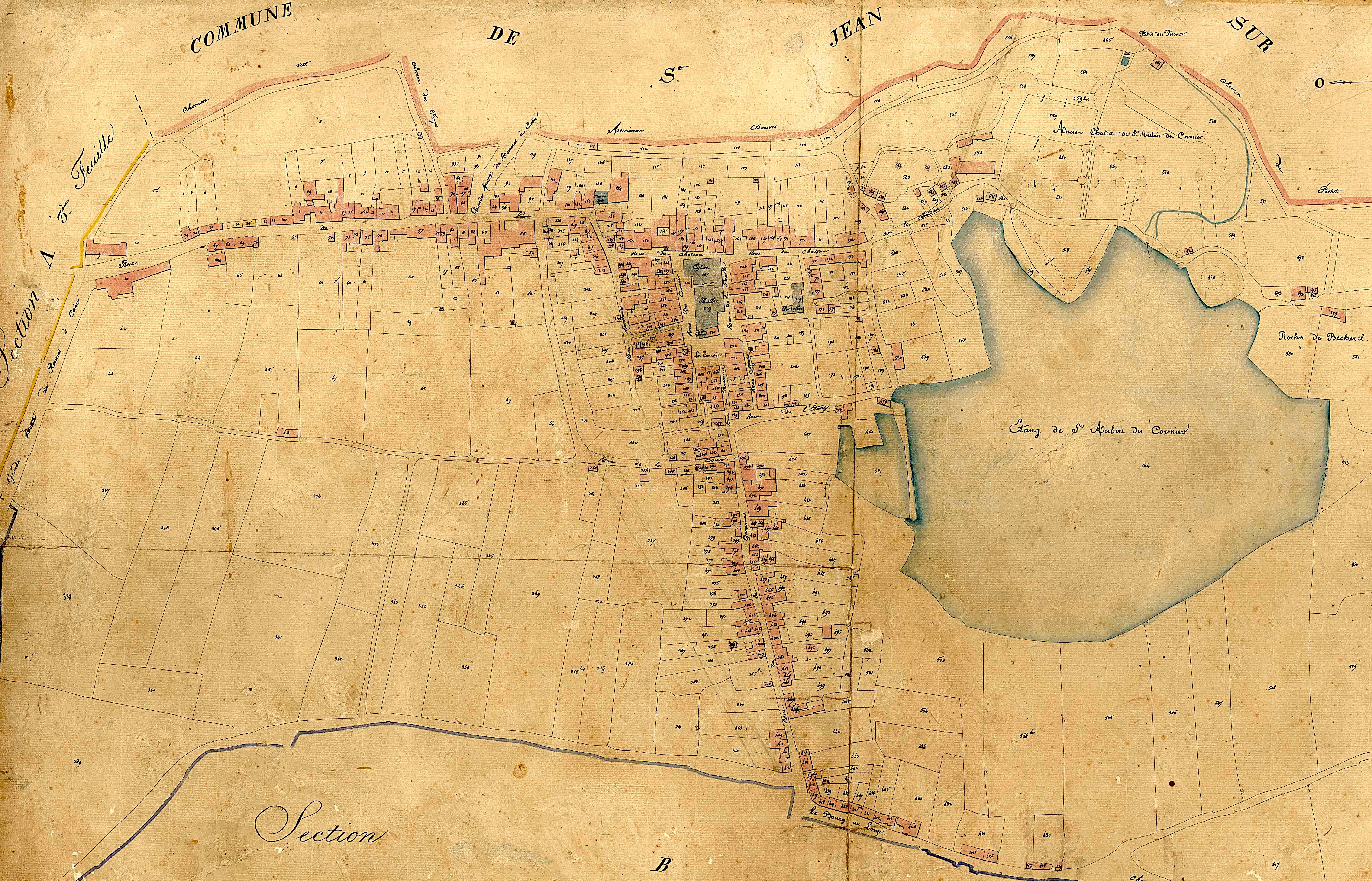
Plan cadastral du bourg de Saint-Aubin-du-Cormier (1833).

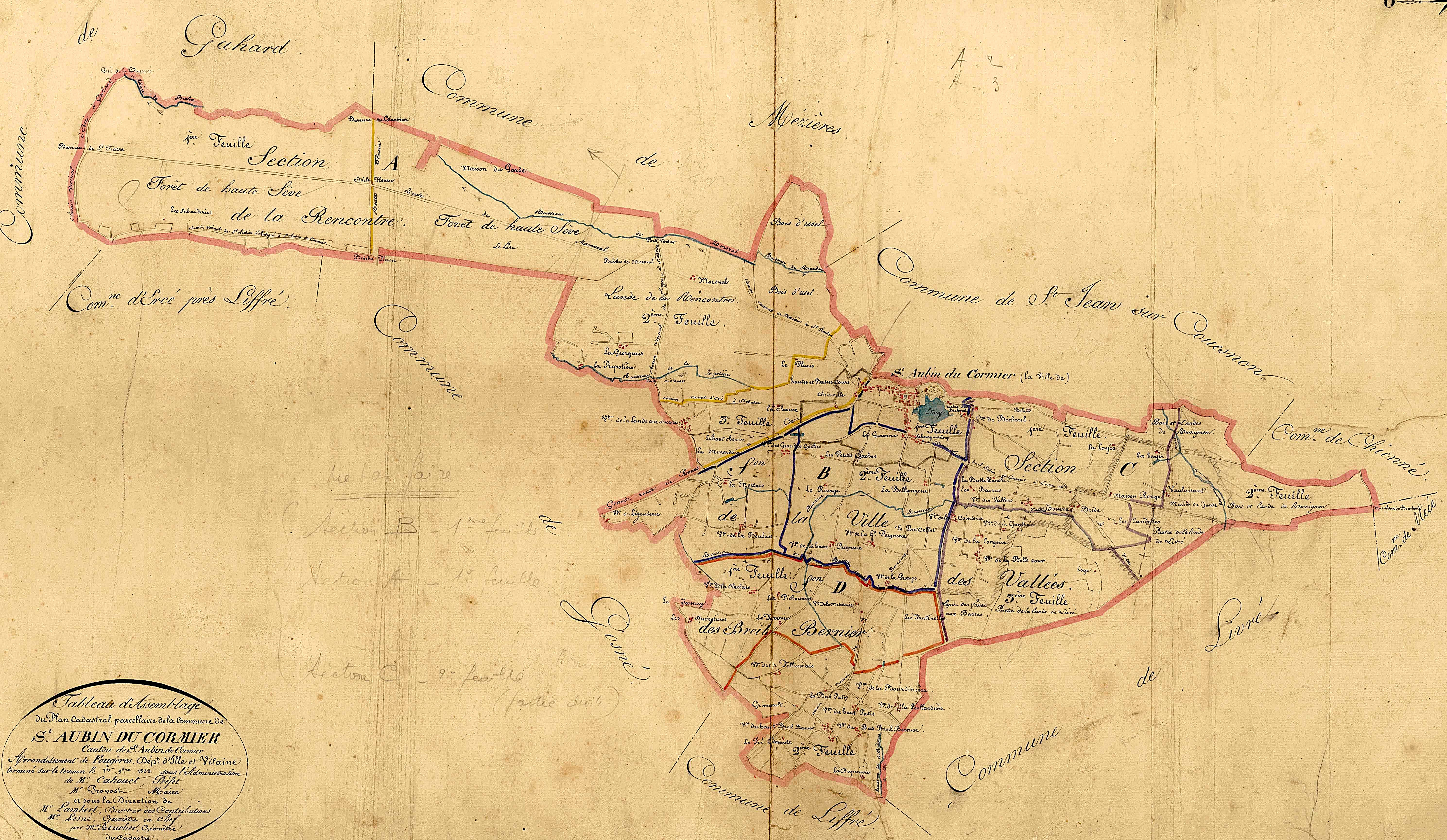
Plan cadastral de la commune de Saint-Aubin-du-Cormier (tableau d'assemblage, 1833).

Jusque vers le milieu du XIXe siècle, des halles s'élevaient au cœur de la ville (au centre de l'actuelle place Alexandre Veillard) d'une cité alors très commerçante. En 1848, un plan d'alignement entraîne la destruction de l'ancienne église, des halles et de maisons qui bordaient cette place abritant des boutiques.

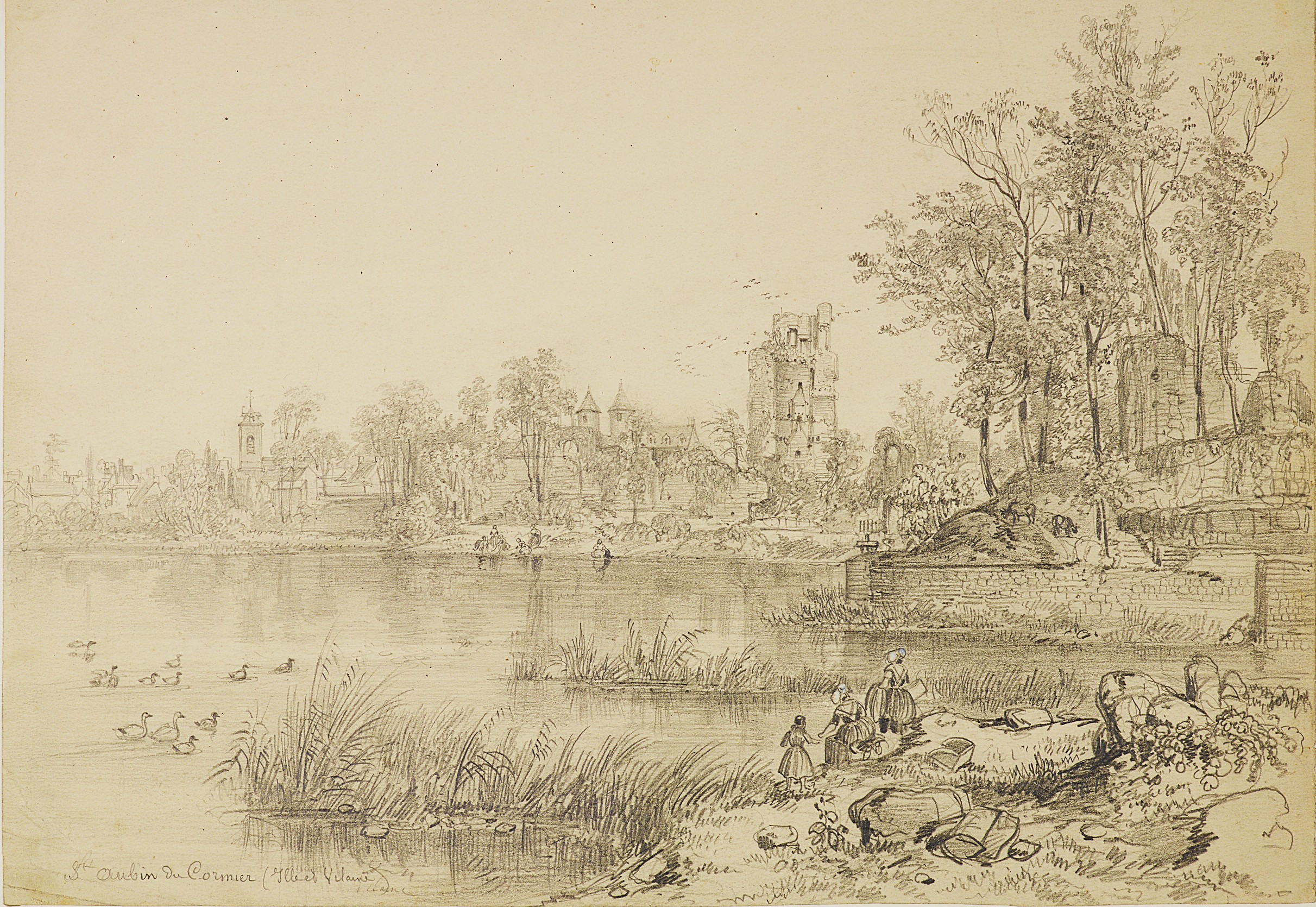
Félix Benoist ː Saint-Aubin-du-Cormier vers 1860 (dessin publié dans la série "La Bretagne contemporaine").

A. Marteville et P. Varin, continuateurs d'Ogée, décrivent ainsi Saint-Aubin-du-Cormier en 1853 :

« Saint-Aubin-du-Cormier (sous l'invocation de saint Malo, fêté au 13 novembre) : commune formée de l'ancienne paroisse de ce nom ; aujourd'hui cure de 2e classe ; chef-lieu de perception ; bureau d'enregistrement ; bureau de poste et relais ; résidence d'une brigade de gendarmerie à cheval. (..) Principaux villages : la Géorgeais, la Lande-aux-Oiseaux, les Grandes-Gâches, les Vallées, Tournebride, la Cointerie, la Belle-Cour, la Métairie, la Veillardière, le Haut et le Bas-Breil-Bernier, la Feillionnais; la Clerliais, la Boulais, la Haute et la Basse-Peignerie. Superficie totale 2 737 hectares 8 ares, dont (..) terres labourables 887 ha, prés et pâturages 206 ha, bois 306 ha, vergers et jardins 22 ha, landes et incultes 563 ha, étangs 7 ha (..). Moulis : 2. La ville de Saint-Aubin-du-Cormier, traversée par la route de Rennes à Fougères, est sur une éminence qui domine toute la partie sud de l'arrondissement [de Fougères]. Jadis on n'y abordait du côté nord que par une route abrupte et dangereuse ; une route nouvellement tracée va réparer cet inconvénient, mais aura sans doute le désavantage de déclasser les maisons de la ville actuelle, presque toutes groupées des deux côtés de la vieille route. Les ruines du donjon du vieux château de Saint-Aubin-du-Cormier sont encore debout et semblent résister miraculeusement aux efforts du temps. De la route, cette ruine présente un triste aspect ; mais de près elle offre un coup-d'œil ravissant. Le propriétaire de l'enceinte du château a su grouper avec art dans ces ruines un charmant jardin à la moderne (..). L'église de Saint-Aubin-du-Cormier présente quelques vitraux de couleur ; les parties principales de cet édifice sont du XVIe siècle. La commune contient à l'ouest la forêt de Haute-Sève, les bois d'Uzel et de la Chaine ; à l'est les bois et landes de Rumignon. La forêt de Haute-Sève n'est pas très étendue, mais elle mérite d'être visitée pour ses superbes chênes dont quelques-uns, qui  n'ont pas moins de 12 ou 15 mètres, sous branches, s'élancent droits et légers comme de vigoureux sapins. Çà et là de jolis vallons ou des collines couvertes de rochers qu'enlacent les fougères et les lichens embellissent aussi la forêt de Haute-Sève et la rendent digne de l'attention d'un artiste. Une belle route y mène directement depuis Saint-Aubin-du-Cormier ; c'est le point par où elle est le plus accessible aux voyageurs. Il y a foire à Saint-Aubin-du-Cormier les deuxièmes jeudis des mois de mars, avril, mai, juillet, août, décembre et les troisièmes jeudis des mois de juin et octobre. Marché tous les jeudis. Géologie : quartzite. On parle le français [en fait le gallo'. »

#### Le camp de la Lande d'Ouée

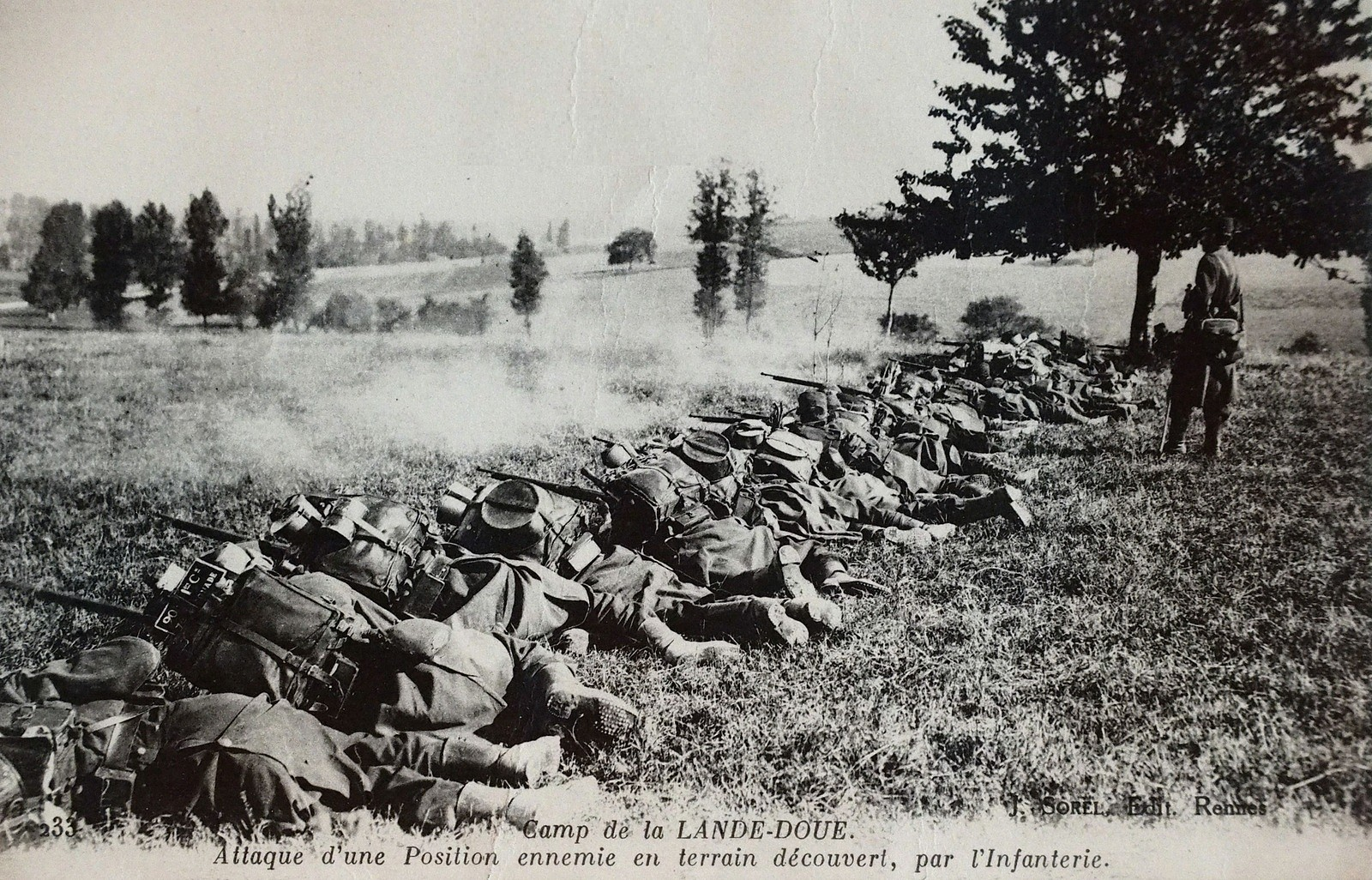
Camp de la Lande d'Ouée ː manœuvres militaires en 1916 (carte postale).

L'acquisition de la Lande d'Ouée par le ministère de la guerre remonte à 1862.
Selon un cliché photographique datant de 1891 « tous les ans, d'avril à octobre, les troupes de Vitré 70e et de Rennes 41e viennent faire les tirs à longue distance » au Camp de la Lande d'Ouée.

#### Saint-Aubin-du-Cormier vers la fin duXIXesiècle
Une école privée de filles ouvre en 1852. Une nouvelle mairie est construite en 1872 (architecte Auguste Tourneux) et de nouvelles halles en 1877 ainsi qu'une nouvelle école des garçons entre 1882 et 1884, une école publique de filles est à son tour construite entre 1892 (date d'achat du terrain) et 1895 (réception des travaux), par l'architecte Lemé ; un lavoir municipal est aménagé en 1904.
La fanfare de Saint-Aubin-du-Cormier fut fondée en 1887 par Lehideux, ancien directeur d'école. Elle resta active jusque pendant l'Entre-deux-guerres.

### LeXXesiècle

#### La Belle Époque

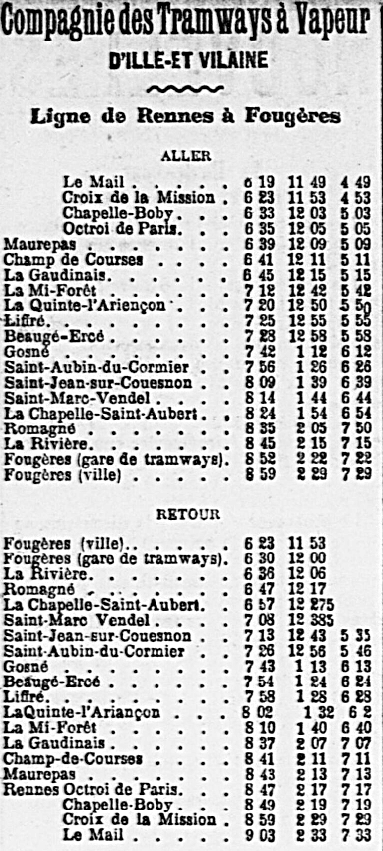
Tramways d'Ille-et-Vilaine. ː horaire des tramways sur la ligne de Rennes à Fougères en 1899-1900.

Une ligne des Tramways d'Ille-et-Vilaine ouvrit en 1897 entre Rennes et Fougères ; elle suivait le tracé de la Route nationale 12 entre ces deux villes, desservant notamment Saint-Aubin-du-Cormier; la ligne ferma en 1948.
Au début du XXe siècle des concours de pêche étaient organisés dans l'étang d'Ouée, par exemple le 18 juin 1905 en liaison avec la fête organisée à Saint-Aubin-du-Cormier : la Compagnie des tramways à vapeur d'Ille-et-Vilaine organisait des trains spéciaux depuis Rennes.
La nouvelle église paroissiale Saint-Aubin est construite entre 1899 et 1902 sur les plans d'Henri Mellet, par l'entrepreneur Richer. Elle fut bénie le 21 septembre 1902 par le cardinal Labouré, archevêque de Rennes, en présence d'une foule nombreuse de fidèles.

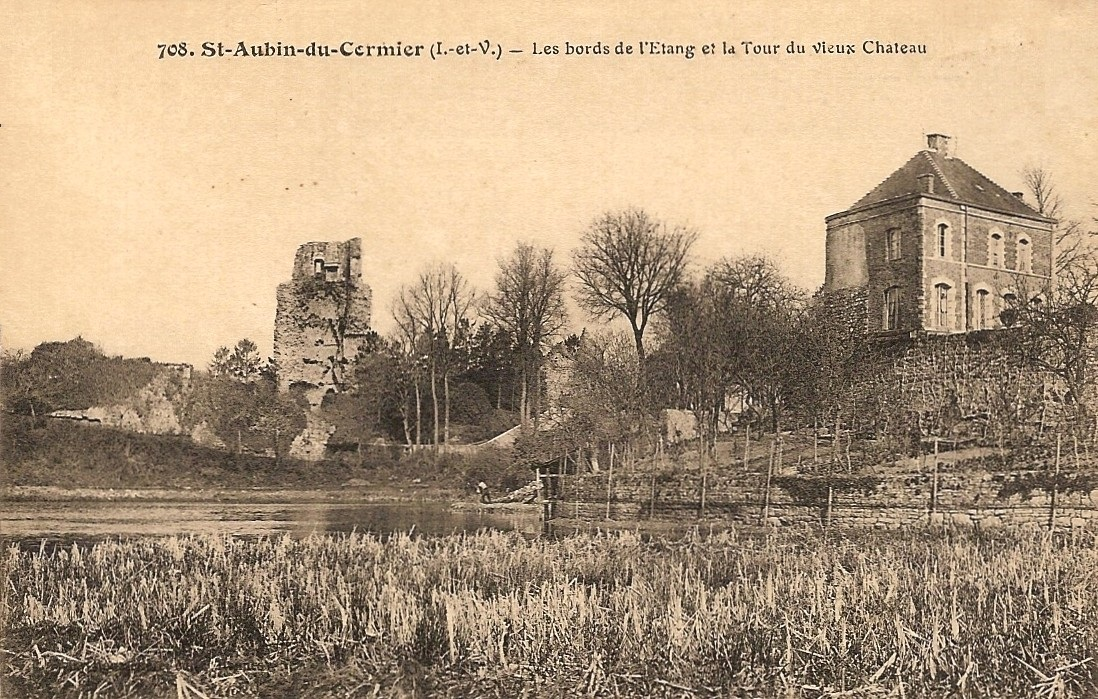
Bords de l'Etang et Tour du vieux Château au début du XXe siècle (carte postale).
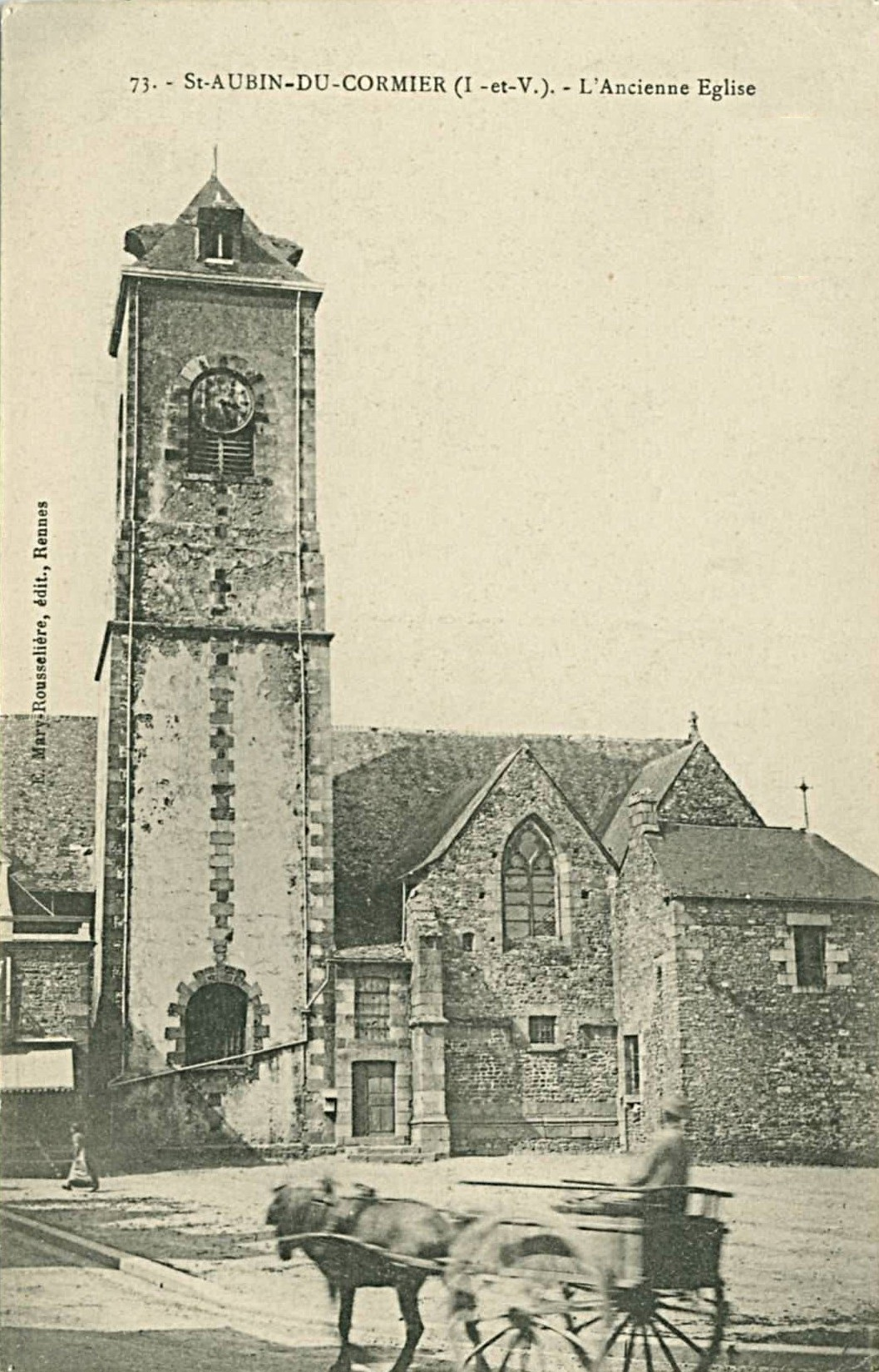
L'ancienne église paroissiale vers 1900 avant sa destruction (carte postale).
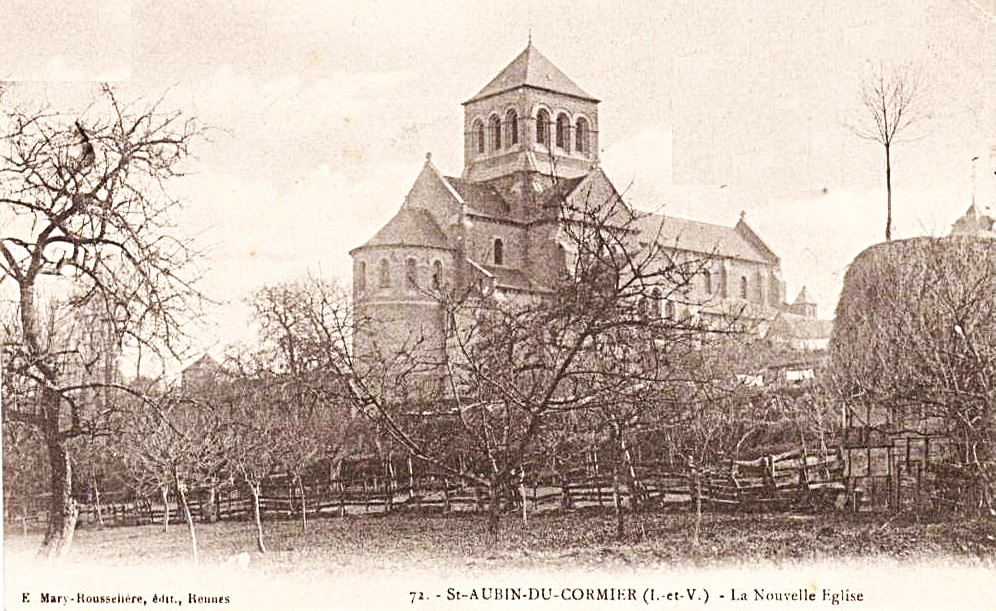
La nouvelle église au début du XXe siècle (carte postale).
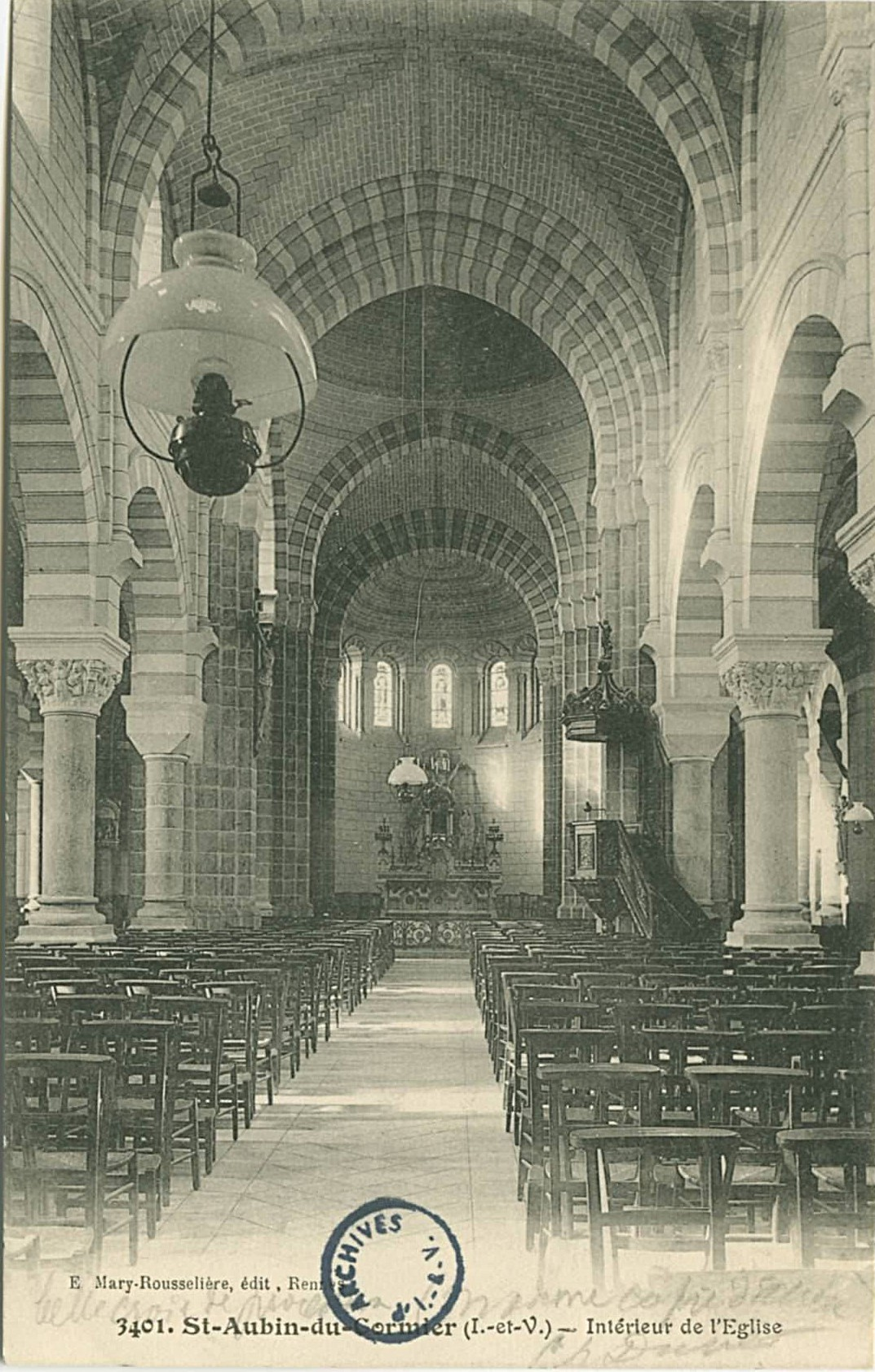
Vue intérieure de la nouvelle église paroissiale au début du XXe siècle (carte postale).
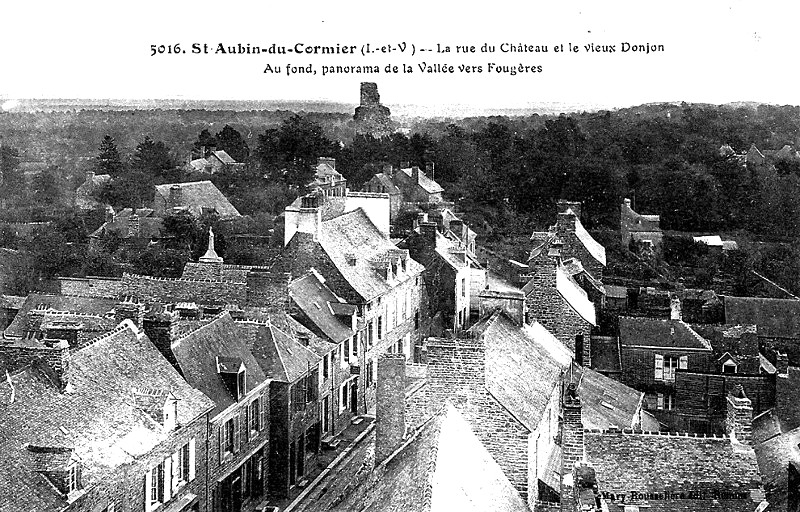
Rue du château et donjon au début du XXe siècle (carte postale).
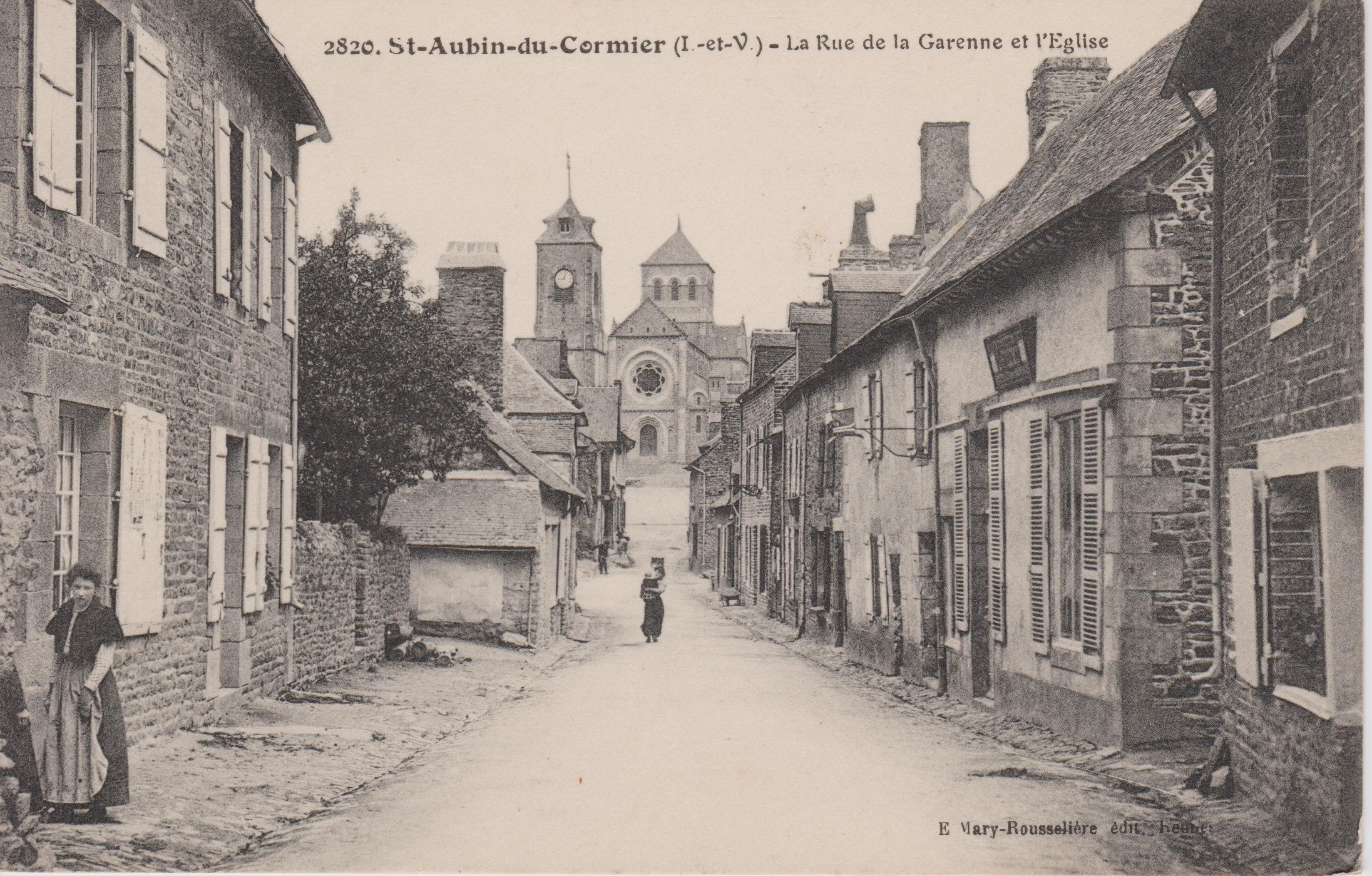
La Rue de la Garenne et l'église à Saint-Aubin-du-Cormier au début du XXe siècle (carte postale).
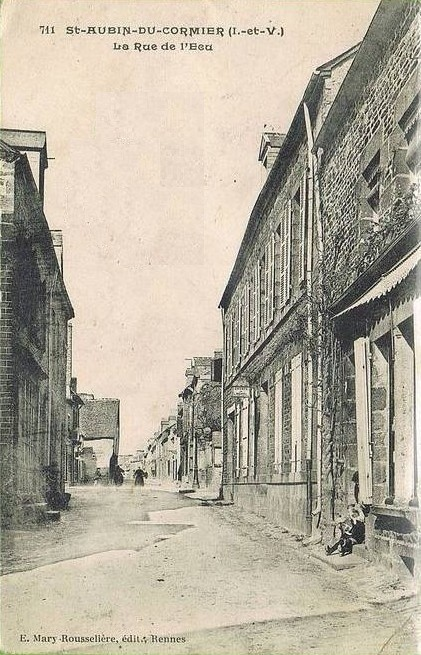
La Rue de l'Écu au début du XXe siècle.
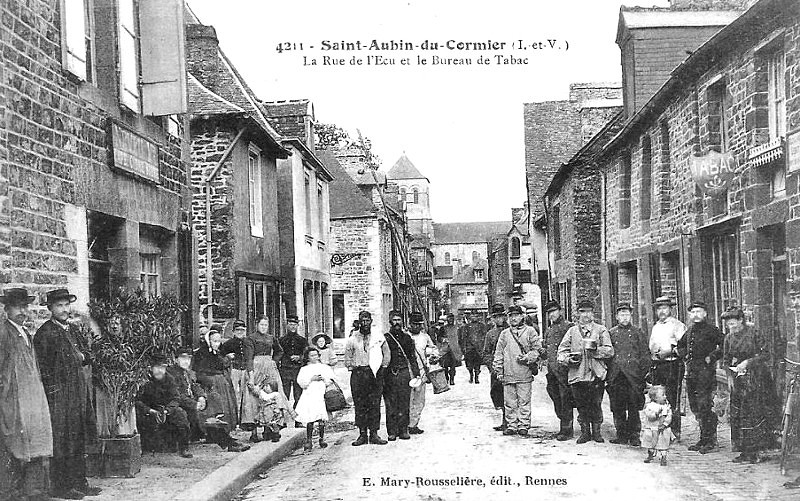
Rue de l'Écu et bureau de tabac au début du XXe siècle (carte postale).
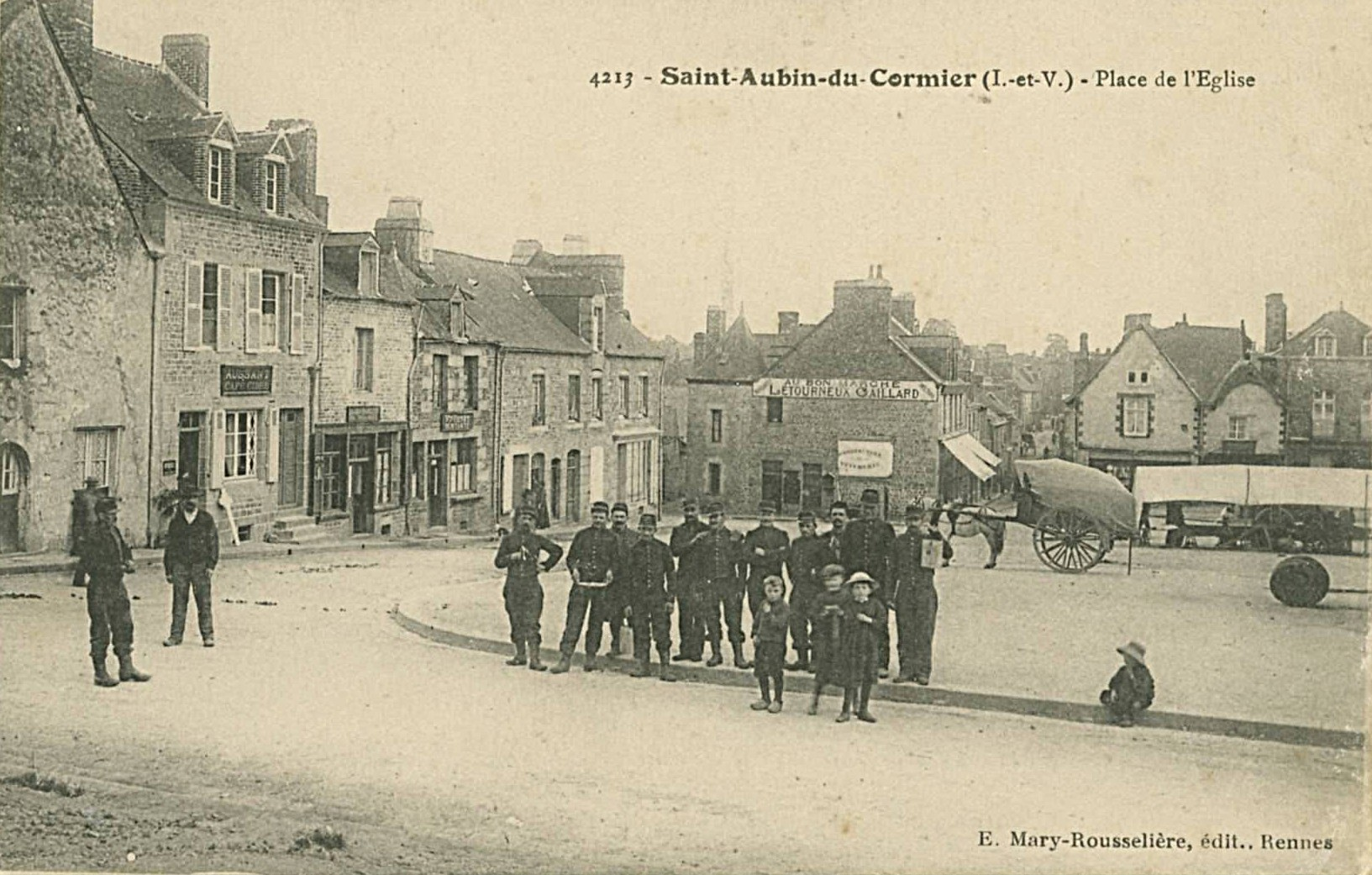
La Place de l'Église au début du XXe siècle (carte postale).
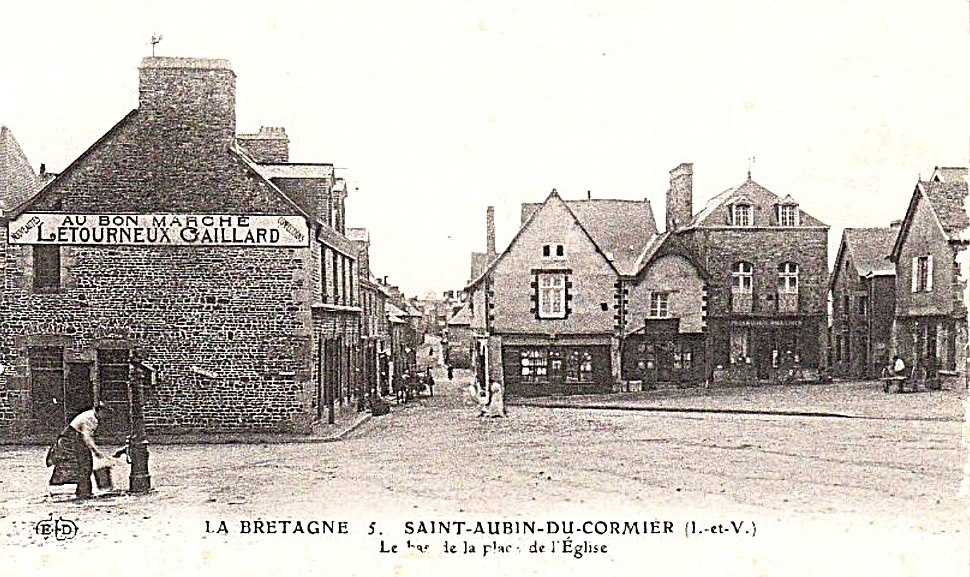
Le bas de la Place de l'Eglise au début du XXe siècle (carte postale).
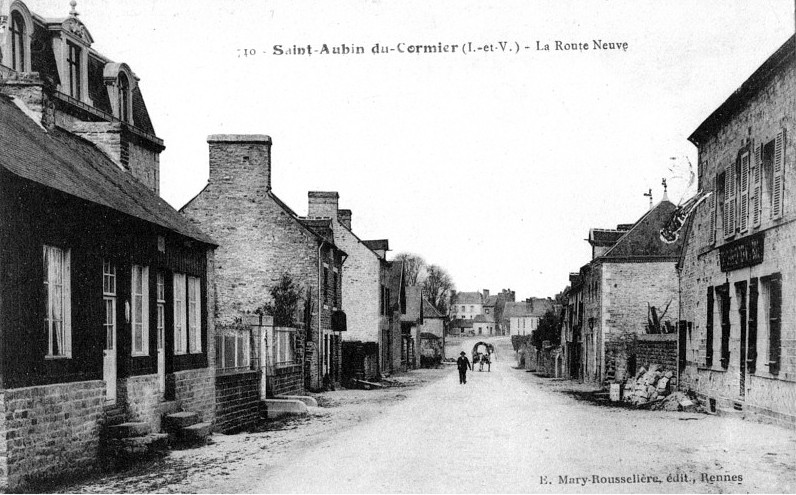
La Route Neuve au début du XXe siècle (carte postale).
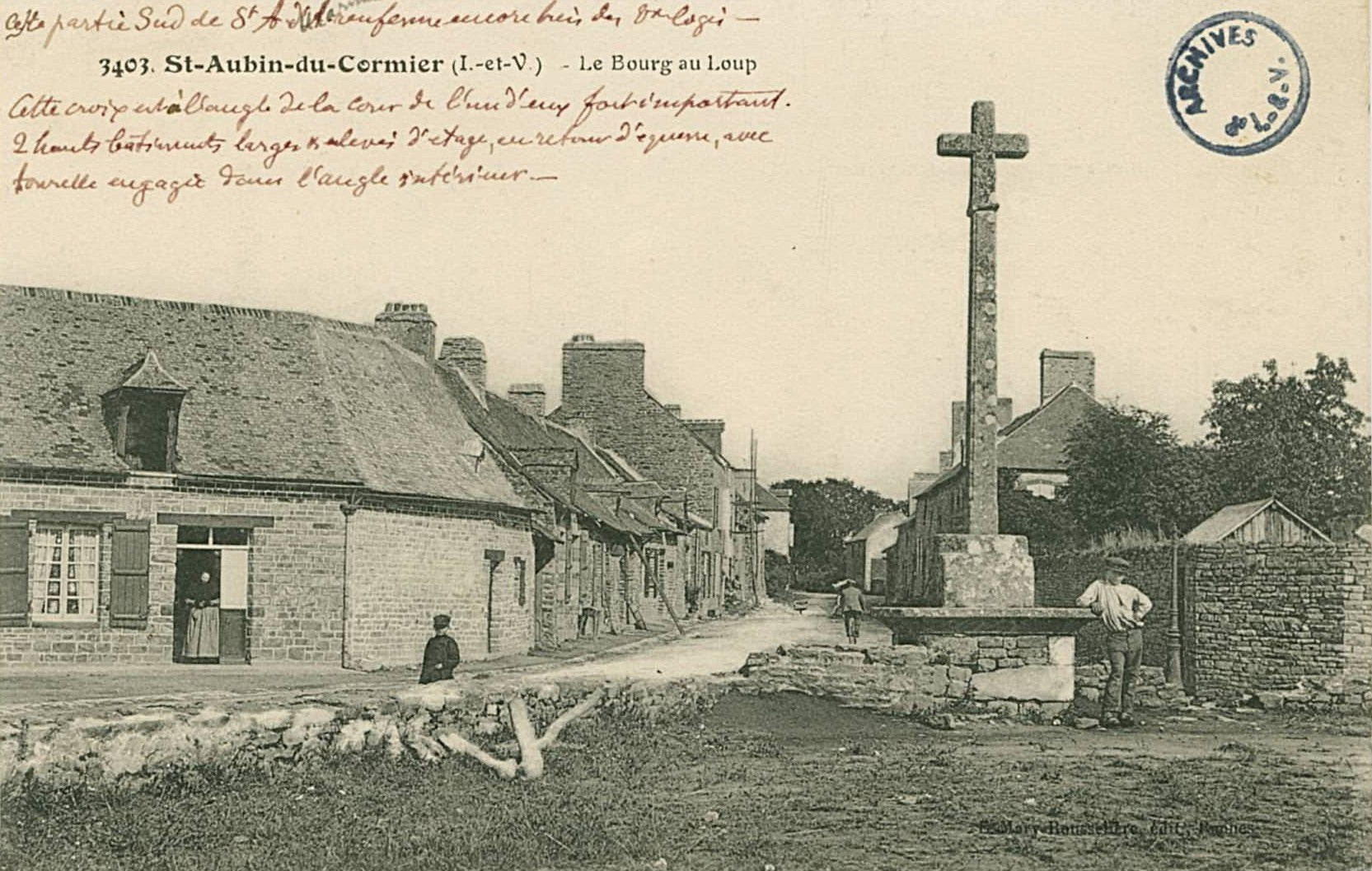
Le quartier du Bourg au Loup au début du XXe siècle (carte postale).
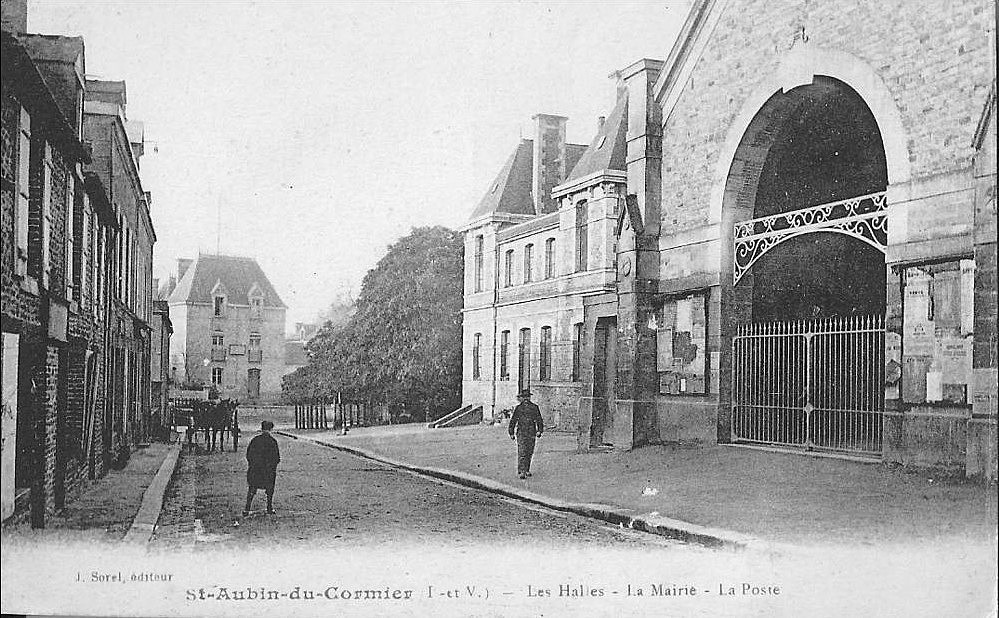
Halles, mairie et poste au début du XXe siècle (carte postale).
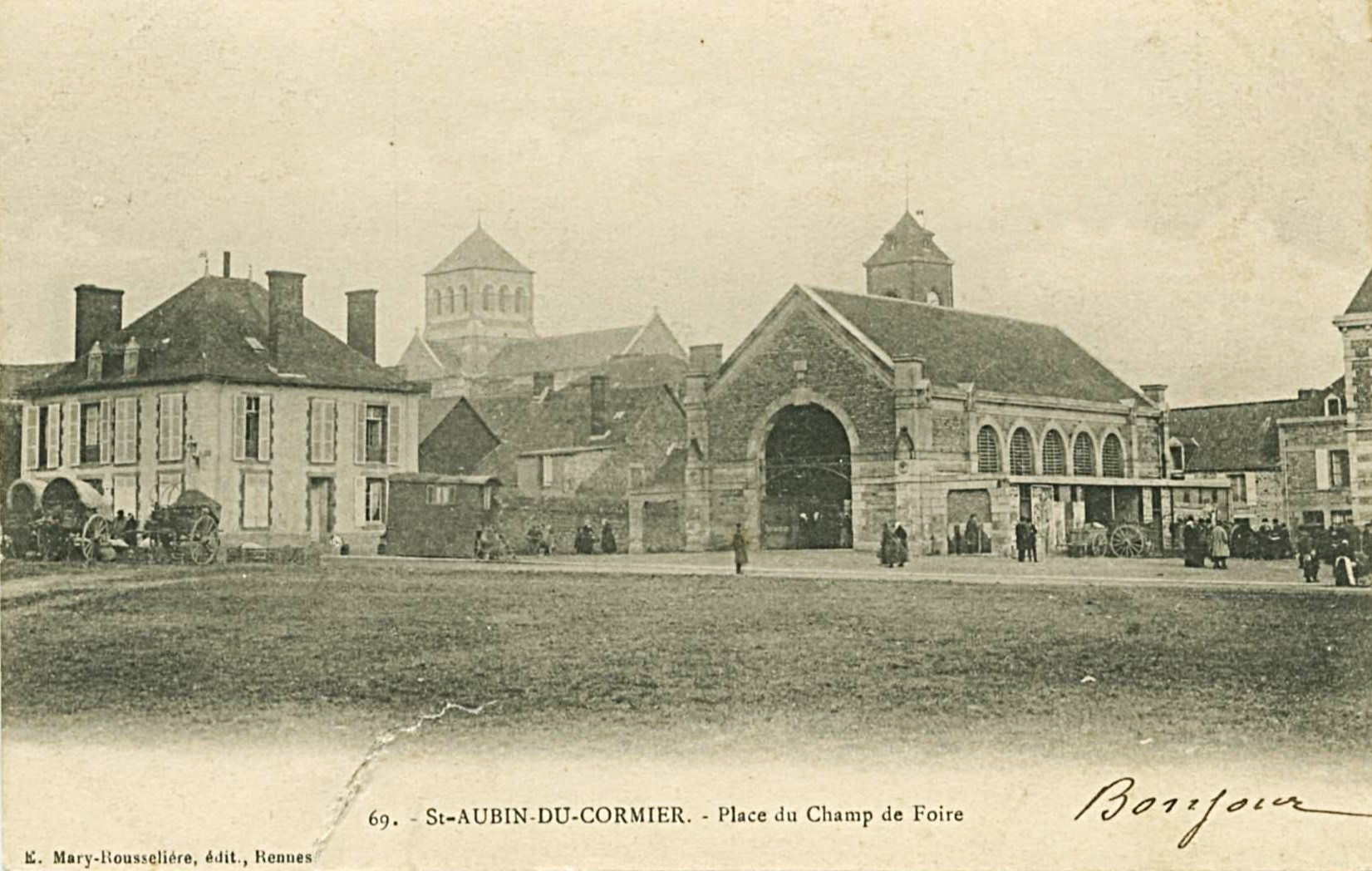
La Place du Champ de foire au début du XXe siècle (carte postale)
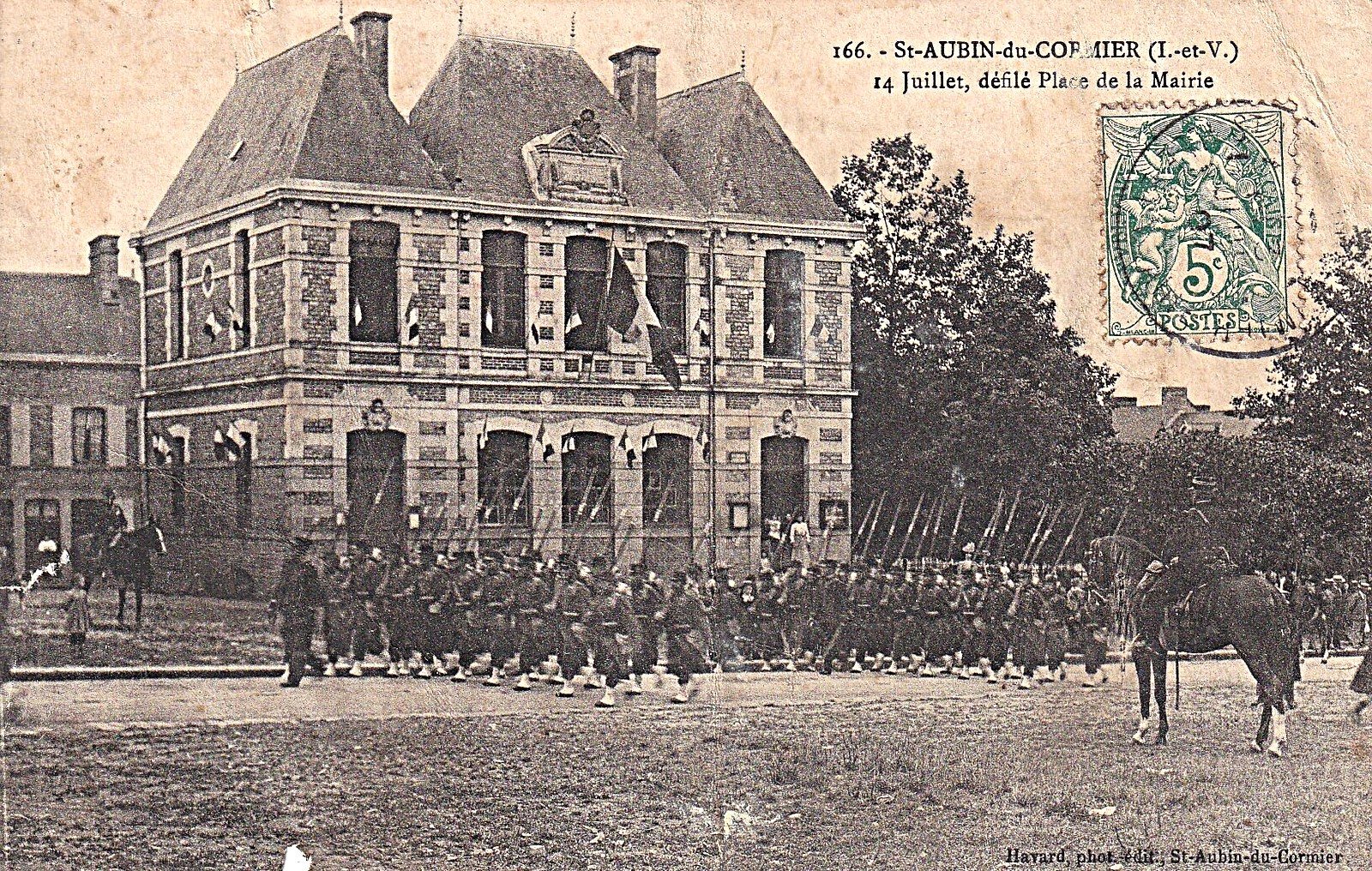
Défilé du 14 juillet, Place de la Mairie, début XXe siècle (carte postale).

#### La Première Guerre mondiale

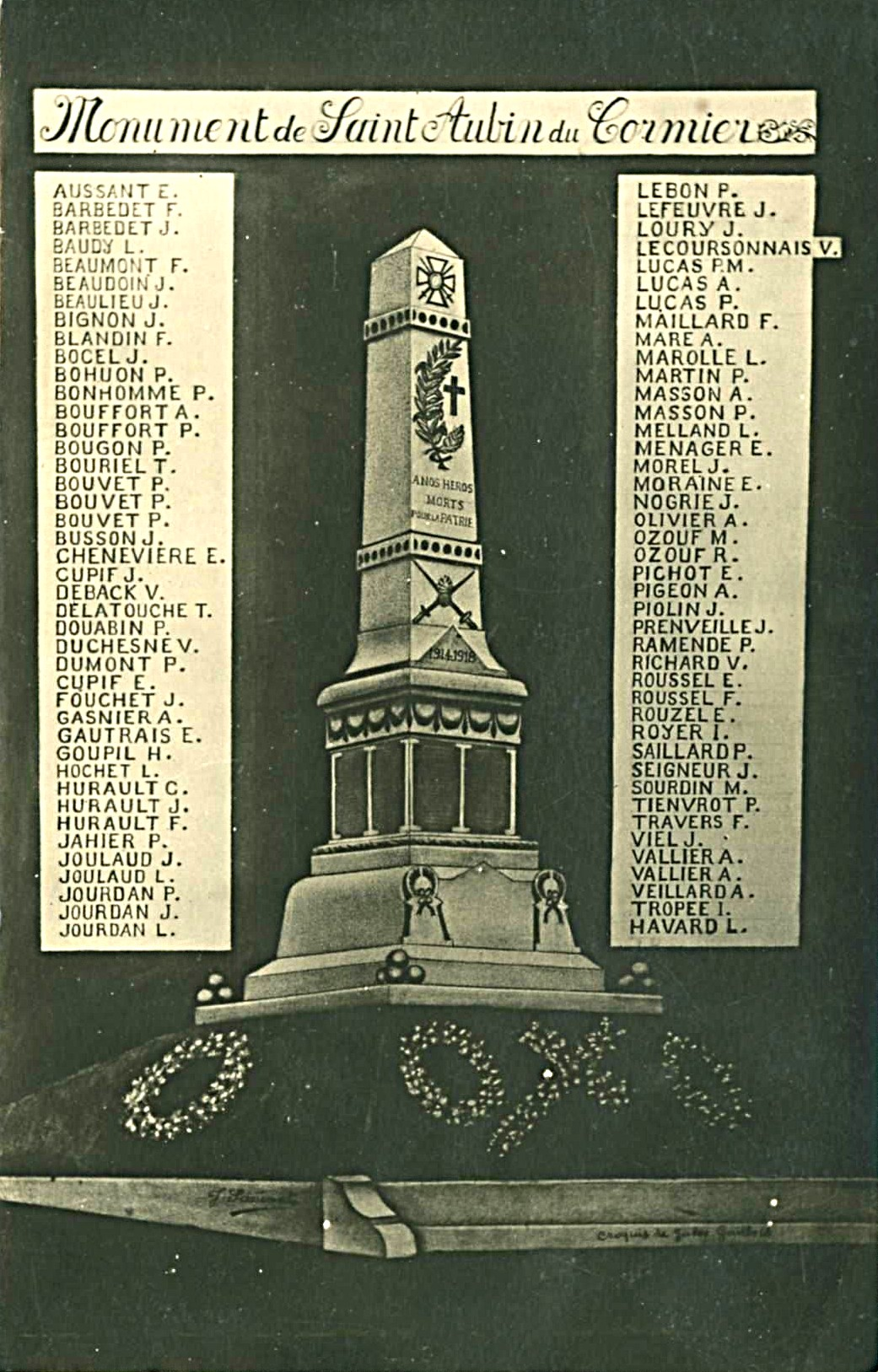
Le monument aux morts et la liste des soldats morts pour la France pendant la Première Guerre mondiale (carte postale).

Le monument aux morts de Saint-Aubin-du-Cormier porte les noms de 87 soldats morts pour la France pendant la Première Guerre mondiale ; parmi eux 9 sont morts en Belgique (Armand Trémion dès le 22 août 1914 à Virton, Louis Hochet le 4 novembre 1914 à Ypres, Joseph Lefeuvre et Jean Morel le 21 octobre 1914 à Langemarck, Jean Bocel et Valentin Richard le 11 novembre 1914 à Korteker, Amand Pigeon le 28 février 1915 à Langemarck, Jean Beaulieu le 25 août 1915 à Woesten, Emmanuel Moraine le 20 juin 2918 à Cherpenberg) ; Eugène Roussel est mort de maladie en 1915 alors qu'il était en captivité en Allemagne ; Jean Marie Bignon est mort le 19 octobre 1915 lors de la Bataille de Sedd-Ul-Bahr (Turquie) ; Jean Loury est mort de maladie le 3 février 1917 en Suisse où il était interné ; 67 soldats sont morts sur le sol français (une incertitude concerne 8 soldats pour lesquels le lieu de décès n'est pas indiqué).

#### L'Entre-deux-guerres
Le monument aux morts de la commune a la forme d'un pilier commémoratif constitué d'un obélisque sur socle situé sur un piédestal et orné d'armes entrecroisées, de boulets de canon, de guirlandes, palmes et casques ; une plaque porte l'inscription : "LA RÉSISTANCE RECONNAISSANTE À SES MARTYRS" et la liste des morts pour la France. Édifié par M. Savinet, granitier à Saint-Aubin-du-Cormier, son inauguration a lieu le 17 juillet 1921 ; placé pendant plus de soixante ans dans la partie ancienne du centre du bourg, il a été déplacé en 1984 à son emplacement actuel, sur la place de la nouvelle mairie.
La foire Saint-Jean; qui obtenait traditionnellement une forte fréquentation chaque année, ayant tendance à décliner, fut relancée en 1937 avec « l'organisation d'un concours-exposition pour favoriser les opérations commerciales de la foire et encourager dans la région la production laitière et beurrière ».

#### La Seconde Guerre mondiale
Le monument aux morts de Saint-Aubin-du-Cormier porte les noms de 10 personnes mortes pour la France pendant la Deuxième Guerre mondiale ; parmi elles Eugène Descormiers et Hyacinthe Huet sont des soldats morts au printemps 1940 lors  de la Bataille de France ; Albert Cormier est décédé le 28 mai 1941 à l'hôpital militaire d'Amélie-les-Bains (Pyrénées-Orientales) : Francis Seot est mort le 5 août 1944  en captivité en Allemagne ; Alexandre Veillard (père) et Alexandre Veillard (fils), tous deux résistants agents du S.O.E., groupe Buckmaster, réseau Oscar Parson, sont morts en déportation au camp de concentration de Neuengamme, le premier le 7 avril 1945, le second le 28 février 1945.

#### L'après Seconde Guerre mondiale
Un soldat (Henri Le Brignonen) originaire de Saint-Aubin-du-Cormier est mort pour la France pendant la Guerre d'Algérie.

### LeXXIesiècle

#### L'inauguration de monuments commémoratifs
Saint-Aubin-du-Cormier est devenu un lieu symbolique pour les Bretons, notamment ceux qui représentent un courant de pensée nostalgique de l'indépendance bretonne : un monument à la mémoire de tous les Bretons morts pour la France a été inauguré à Saint-Aubin-du-Cormier le 11 novembre 2018 à l'initiative de l'association MAB (Musée Archipel Breton). Une sculpture monumentale représente un archer anglais de 1488, en hommage aux 440 archers anglais environ, venus de l'île de Wight sous commandement de Sir Edward Woodville « Lord Scales », et morts à Saint-Aubin-du-Cormier pour défendre la souveraineté et l'indépendance de la Bretagne a été inaugurée le 25 septembre 2018 sur un terrain privé du château de la Giraudais, situé au nord du champ de bataille de Saint Aubin du Cormier.

## Politique et administration

### Rattachements administratifs et électoraux

#### Circonscriptions de rattachement
Saint-Aubin-du-Cormier appartient à l'arrondissement de Rennes et au canton de Fougères-1.
Pour l'élection des députés, la commune fait partie de la sixième circonscription d'Ille-et-Vilaine, représentée depuis juin 2012 par Thierry Benoit (UDI).

#### Intercommunalité
À partir de 1994, la commune faisait partie intégrante de la Communauté de Communes du Pays de Saint-Aubin-du-Cormier, aussi nommée COM'Onze. Cet Établissement public de coopération intercommunale regroupait un total de 11 communes, parmi lesquelles La Chapelle-Saint-Aubert, Gosné, Livré-sur-Changeon, Mézières-sur-Couesnon, Saint-Christophe-de-Valains, Saint-Georges-de-Chesné, Saint-Jean-sur-Couesnon, Saint-Marc-sur-Couesnon, Saint-Ouen-des-Alleux et Vendel.
À la suite de la loi NOTRe de juillet 2015, les communes de Saint-Aubin-du-Cormier, Livré-sur-Changeon, Mézières-sur-Couesnon et Gosné délibèrent et expriment unanimement le choix de rejoindre Liffré. Ces quatre communes représentent ensemble 65 % de la population de COM'Onze. Les sept autres communes de la communauté de communes COM'Onze, représentant 35 % de la population, expriment le choix de rejoindre Fougères Agglomération.
Au 1er janvier 2017 les communes de Saint-Aubin-du-Cormier, Livré-sur-Changeon, Mézières-sur-Couesnon et Gosné rejoignent le Pays de Liffré qui prend le nom de Liffré-Cormier Communauté.
Depuis le 1er janvier 2017, date de sa création, la commune appartient à la communauté de communes de Liffré-Cormier Communauté et en est la troisième ville la plus peuplée.
Saint-Aubin-du-Cormier fait aussi partie du Pays de Fougères et de l'aire d'attraction de Rennes.

### Liste des maires
Depuis 1945, cinq maires se sont succédé à la tête de la commune.
Le maire actuel est Jérôme Bégasse, élu en 2014 et réélu en 2016 et 2020. Une élection municipale partielle a eu lieu le 24 janvier 2016 après la démission du maire et de la majorité municipale pour protester contre le projet de schéma départemental de coopération intercommunale qui prévoyait le rattachement de Saint-Aubin à la communauté d'agglomération de Fougères. Elle voit la victoire de la liste « Saint-Aubin, associons nos forces » conduite par le maire démissionnaire.
| Période                                  | Période    | Identité                      | Étiquette   | Qualité |
| ---------------------------------------- | ---------- | ----------------------------- | ----------- | --- |
| Les données manquantes sont à compléter. |            |                               |             | |
| 1793                                     | 1793       | Adrien-Julien Dubourg         |             | Recteur de la paroisse. Officier public.                                                                                                  |
| 1793                                     | 1794       | Menagé                        |             | Officier public. |
| 1795                                     | 1796       | Jérôme Rocherullé             |             | Officier public. |
| 1796                                     | 1797       | Pierre Dussay (nom incertain) |             | |
| 1797                                     | 1800       | Joseph Meaulle                |             | Percepteur. Président de l'administration municipale.                                                                                     |
| 1800                                     | 1804       | Joseph Coutard                |             | |
| 1804                                     | 1809       | Joseph Plihon                 |             | Sieur de la Corbinière en Cuguen. |
| 1809                                     | 1815       | Charles Meslin                |             | Fils de Jean Julien Meslin, garde des bois de la Forêt de Rennes.                                                                         |
| 1815                                     | 1830       | Jean Joseph Jehannin          |             | Huissier. |
| 1830                                     | 1847       | Bonaventure Provost           |             | Médecin. |
| 1847                                     | 1848       | Thimotée Davy                 |             | Maire par interim. |
| 1848                                     | 1849       | Jean Marie Menant             |             | Boulanger et cultivateur. |
| 1849                                     | 1891       | Joseph Thomas                 |             | |
| 1891                                     | 1911       | Édouard Pontallié             | Républicain | Propriétaire foncier Député d'Ille-et-Vilaine (Circ. de Fougères) (1893 → 1898) Conseiller général de Saint-Brice-en-Coglès (1898 → 1901) |
| 1911                                     | 1913       | Francis Lambaker              |             | Greffier de justice de paix. |
| 1913                                     |            | Pierre Meigné                 |             | Négociant en vins. Mobilisé pendant la Première Guerre mondiale.                                                                          |
| 1914                                     | 1919       | Jean Henry                    |             | Premier conseiller municipal faisant fonction de maire.                                                                                   |
| 1919                                     | mai 1929   | Eugène Chasle                 |             | |
| mai 1929                                 |            | Pierre Morel                  | PRRRS       | Vétérinaire Conseiller général de Saint-Aubin-du-Cormier (1931 → 1940)                                                                    |
| 1945                                     | mars 1971  | Michel Beaulieu               | MRP         | Maire honoraire |
| mars 1971                                | mars 1983  | Marcel Louvel                 |             | Chef de bureau au Crédit agricole |
| mars 1983                                | mars 2001  | Pierre Renault                | RPR         | Masseur-kinésithérapeute Conseiller général de Saint-Aubin-du-Cormier (1982 → 2001)                                                       |
| mars 2001                                | avril 2014 | Marie-Thérèse Auneau          | PRG         | Enseignante retraitée Conseillère générale de Saint-Aubin-du-Cormier (2012 → 2015)                                                        |
| avril 2014                               | En cours   | Jérôme Bégasse                | DVG         | Cadre commercial 2e vice-président de Liffré-Cormier Communauté (2016 → ) Réélu en 2016 et 2020                                           |

François-Paul Cron, adjoint au maire, notaire, fut conseiller d'arrondissement entre 1904 et 1910. Il est indiqué à tort comme ancien maire de Saint-Aubin-du-Cormier dans son avis d'obsèques.

### Jumelages
- Richmond (Royaume-Uni) depuis 2003.
- Plochingen (Allemagne) depuis le 8 mai 2025[67].

## Population et société

### Démographie
L'évolution du nombre d'habitants est connue à travers les recensements de la population effectués dans la commune depuis 1793. Pour les communes de moins de 10 000 habitants, une enquête de recensement portant sur toute la population est réalisée tous les cinq ans, les populations de référence des années intermédiaires étant quant à elles estimées par interpolation ou extrapolation. Pour la commune, le premier recensement exhaustif entrant dans le cadre du nouveau dispositif a été réalisé en 2006.
En 2022, la commune comptait 4 145 habitants, en évolution de +8,91 % par rapport à 2016 (Ille-et-Vilaine : +5,46 %, France hors Mayotte : +2,11 %).
| 1793  | 1800  | 1806  | 1821  | 1831  | 1836  | 1841  | 1846  | 1851  |
| ----- | ----- | ----- | ----- | ----- | ----- | ----- | ----- | ----- |
| 1 460 | 1 102 | 1 493 | 1 766 | 1 729 | 1 769 | 1 896 | 1 989 | 1 931 |

| 1856  | 1861  | 1866  | 1872  | 1876  | 1881  | 1886  | 1891  | 1896  |
| ----- | ----- | ----- | ----- | ----- | ----- | ----- | ----- | ----- |
| 1 989 | 2 098 | 2 143 | 2 104 | 2 055 | 2 075 | 2 148 | 2 000 | 1 986 |

| 1901  | 1906  | 1911  | 1921  | 1926  | 1931  | 1936  | 1946  | 1954  |
| ----- | ----- | ----- | ----- | ----- | ----- | ----- | ----- | ----- |
| 1 904 | 1 955 | 1 823 | 1 624 | 1 674 | 1 586 | 1 643 | 1 712 | 2 137 |

| 1962  | 1968  | 1975  | 1982  | 1990  | 1999  | 2006  | 2011  | 2016  |
| ----- | ----- | ----- | ----- | ----- | ----- | ----- | ----- | ----- |
| 1 798 | 1 714 | 1 776 | 2 235 | 2 040 | 2 746 | 3 523 | 3 547 | 3 806 |

| 2021  | 2022  | - | - | - | - | - | - | - |
| ----- | ----- | - | - | - | - | - | - | - |
| 4 098 | 4 145 | - | - | - | - | - | - | - |

Saint-Aubin-du-Cormier ne comptait qu'environ 900 habitants du /XVIe siècle; sa population a été en augmentation à partir de 1860 en raison de la création du Camp de la Lande d'Ouée et plus encore à partir de 2003, date de mise en service de l'A84, entraînant l'installation dans la commune de nombreux migrants pendulaires travaillant à Rennes.

### Enseignement
La ville possède deux écoles primaires : une école publique Alix-de-Bretagne, et une école privée Sainte-Thérèse.
Deux collèges sont également présents sur la commune :  le collège public Pierre De Dreux et le collège privé Sainte-Anne.
Si Saint Aubin du Cormier possède un lycée professionnel rattaché au groupe privé sous contrat Jean-Baptiste le Taillandier, ainsi qu'un lycée agricole ; les lycées de l'enseignement général les plus proches se trouvent à Liffré, Fougères et Rennes.

### Sports
Saint-Aubin-du-Cormier possède un club de foot,de tennis, gymnastique et plein d'autre sports !

## Économie
Les richesses minérales sont peu exploitées, à part la belle pierre du pays, et pourtant il y a du fer, du zinc, du plomb, de l'antimoine et même de l'or. La baronne de Beausoleil avait annoncé l'existence du métal précieux et les analyses des savants ont révélé sa présence dans le quartz et les pyrites des deux carrières de la route de Sens…
Une minoterie a ouvert au début du XXe siècle et a cessé son activité avant 1975; le bâtiment a été reconverti en logements.

## Culture locale et patrimoine
Par arrêté 15 juin 2020 une partie du territoire communal est classé en site patrimonial remarquable en "considérant que la conservation, la restauration, la réhabilitation et la mise en valeur du centre historique de Saint-Aubin-du-Cormier, des faubourgs anciens et des secteurs paysagers accompagnant l'ensemble urbain, présentent un intérêt public du point de vue historique, architectural, archéologique, artistique et paysager en raison des qualités de son paysage urbain caractéristique du bâti haut-breton traditionnel."[réf. nécessaire]

### Lieux et monuments
La commune compte deux monuments historiques :
- Château de Saint-Aubin-du-Cormier, XIIIe siècle, dont il ne reste que des vestiges du donjon et les fondations de la première enceinte[73],[74].
- Cinq des menhirs de la Forêt de Haute-Sève sont classés[75].

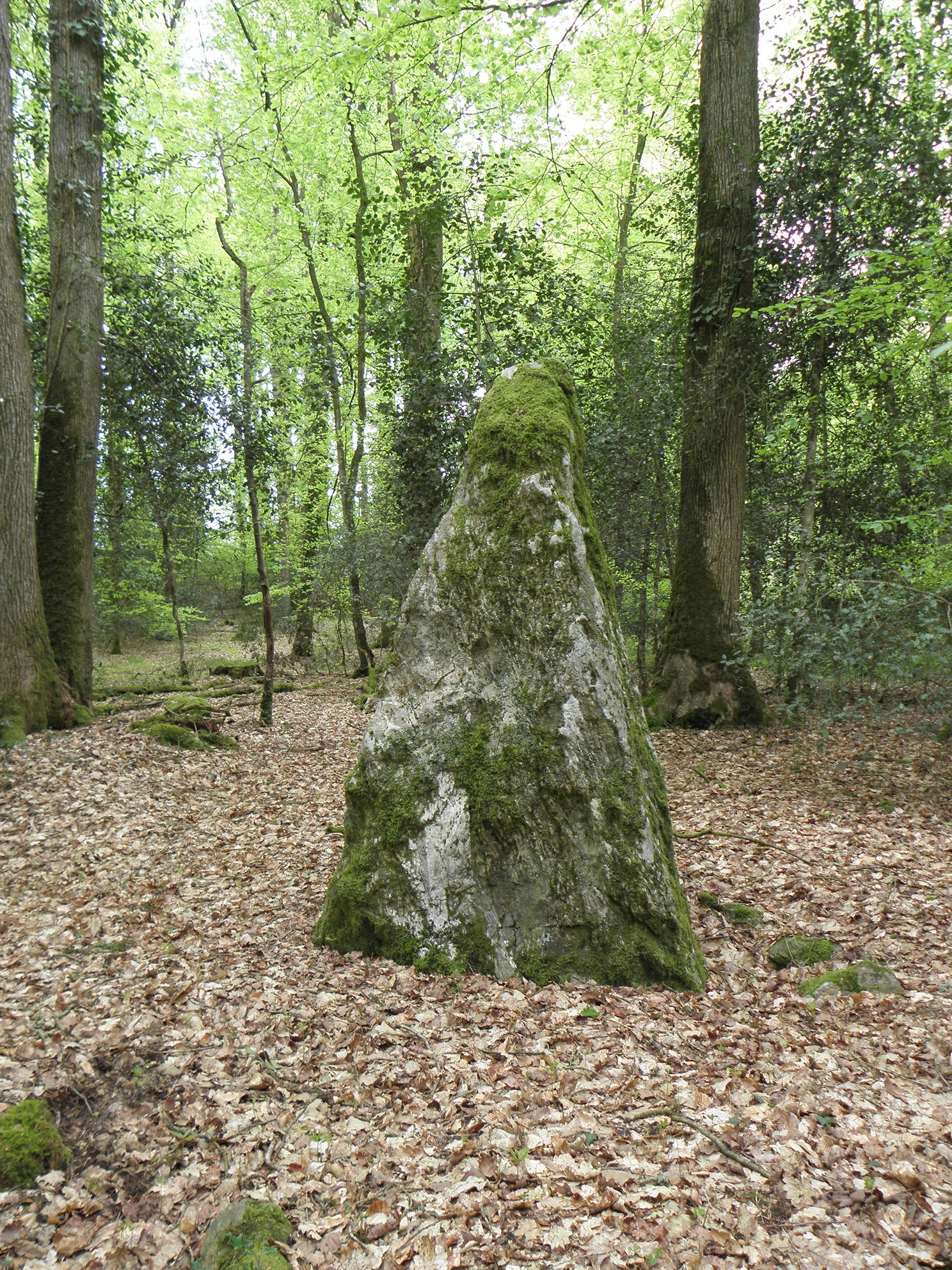
Un des menhirs de la forêt de Haute-Sève.

De nombreux autres édifices présentent un intérêt patrimonial :
- Église Saint-Aubin, en forme de croix latine et de style néo-roman (1899-1902)[76], construite par l'architecte Henri Mellet[51].

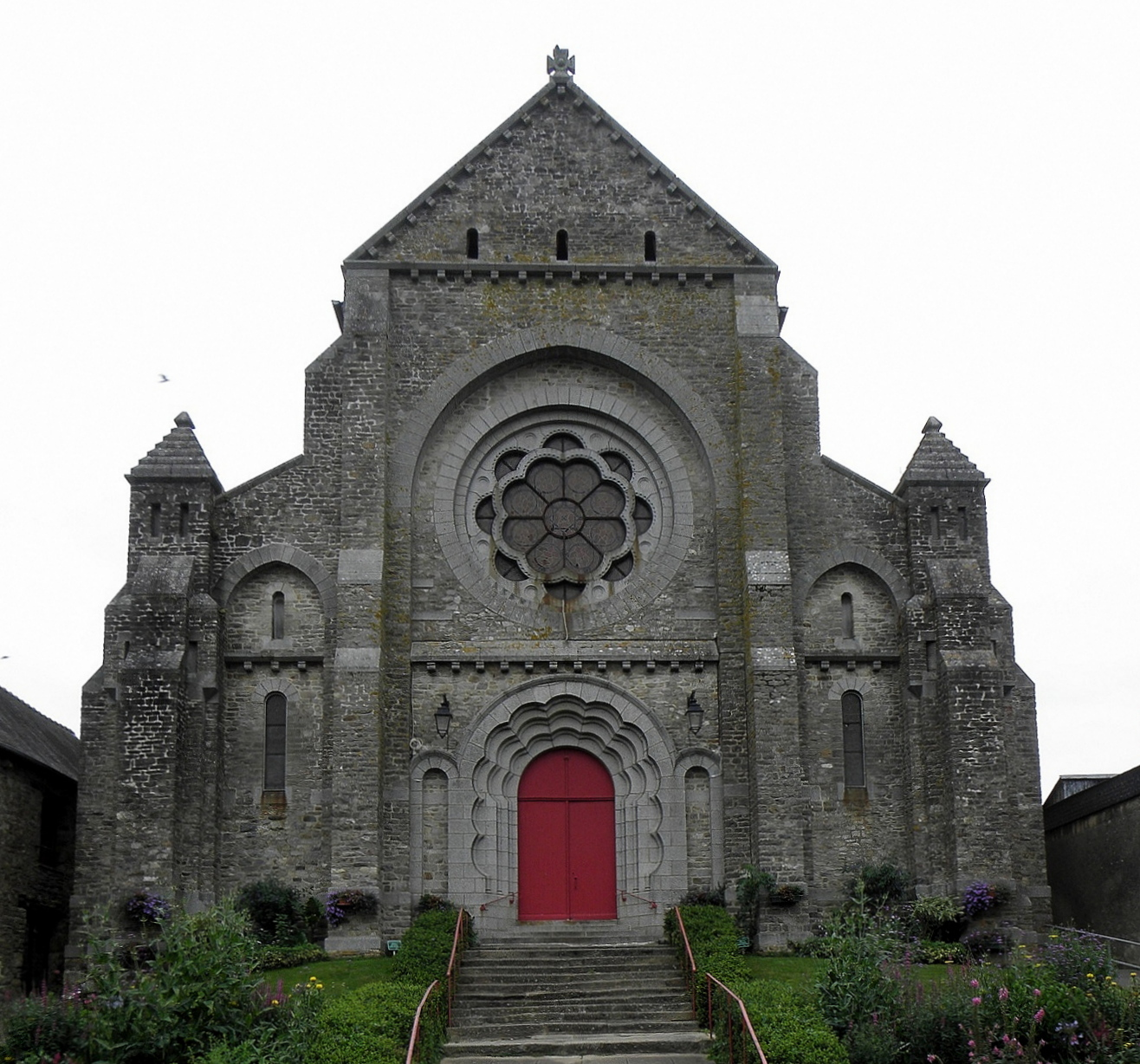
La façade de l'église Saint-Aubin.
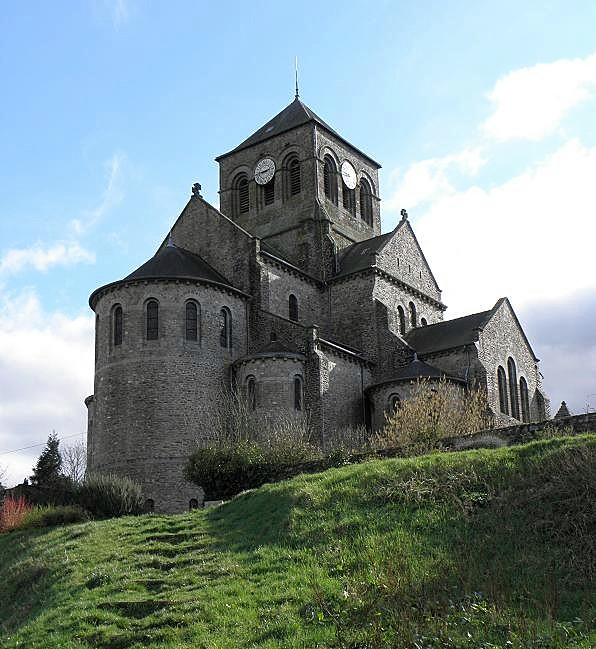
Le chevet de l'église Saint-Aubin.
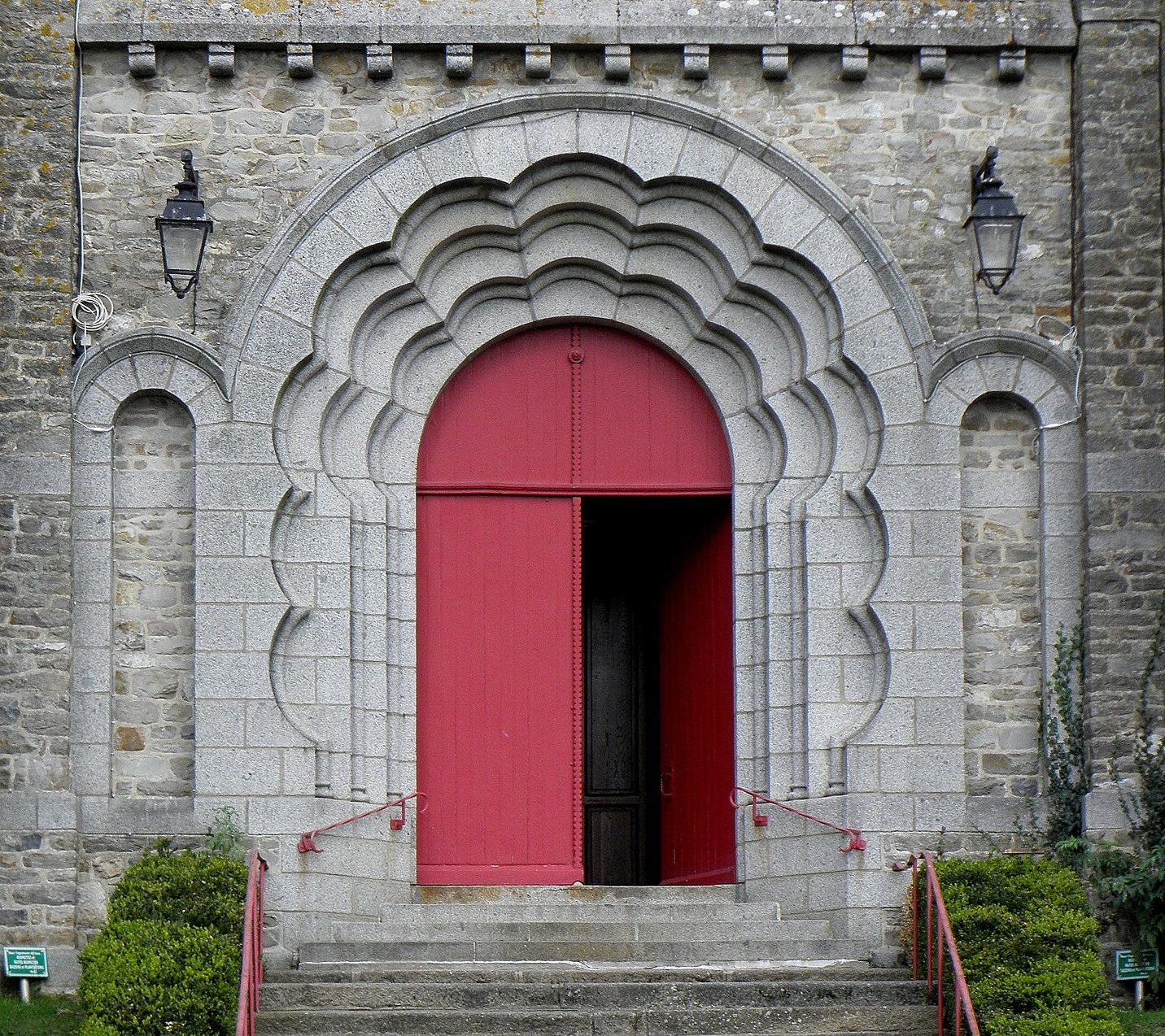
Le portail d'entrée de l'église Saint-Aubin.
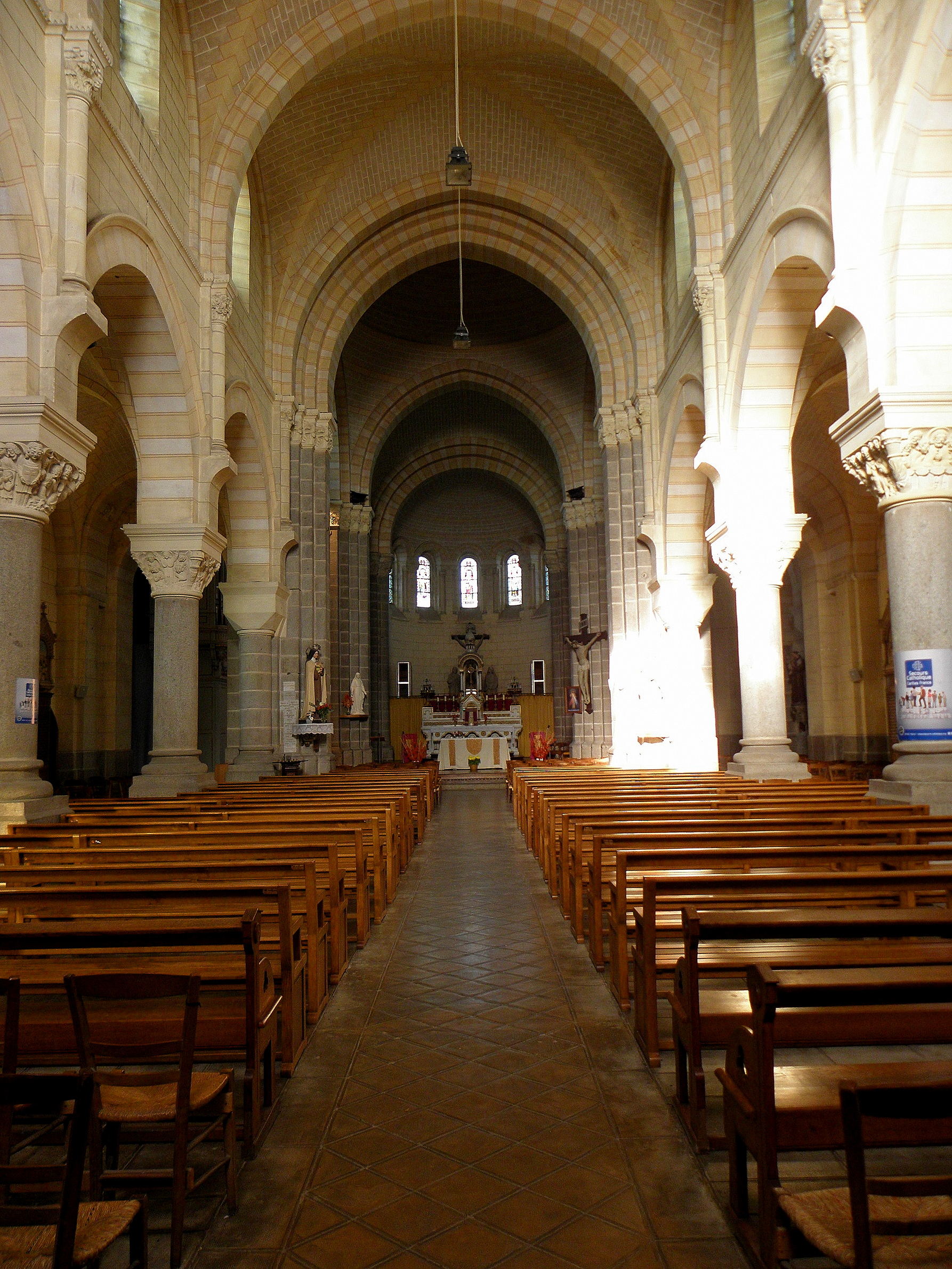
Vue intérieure d'ensemble.
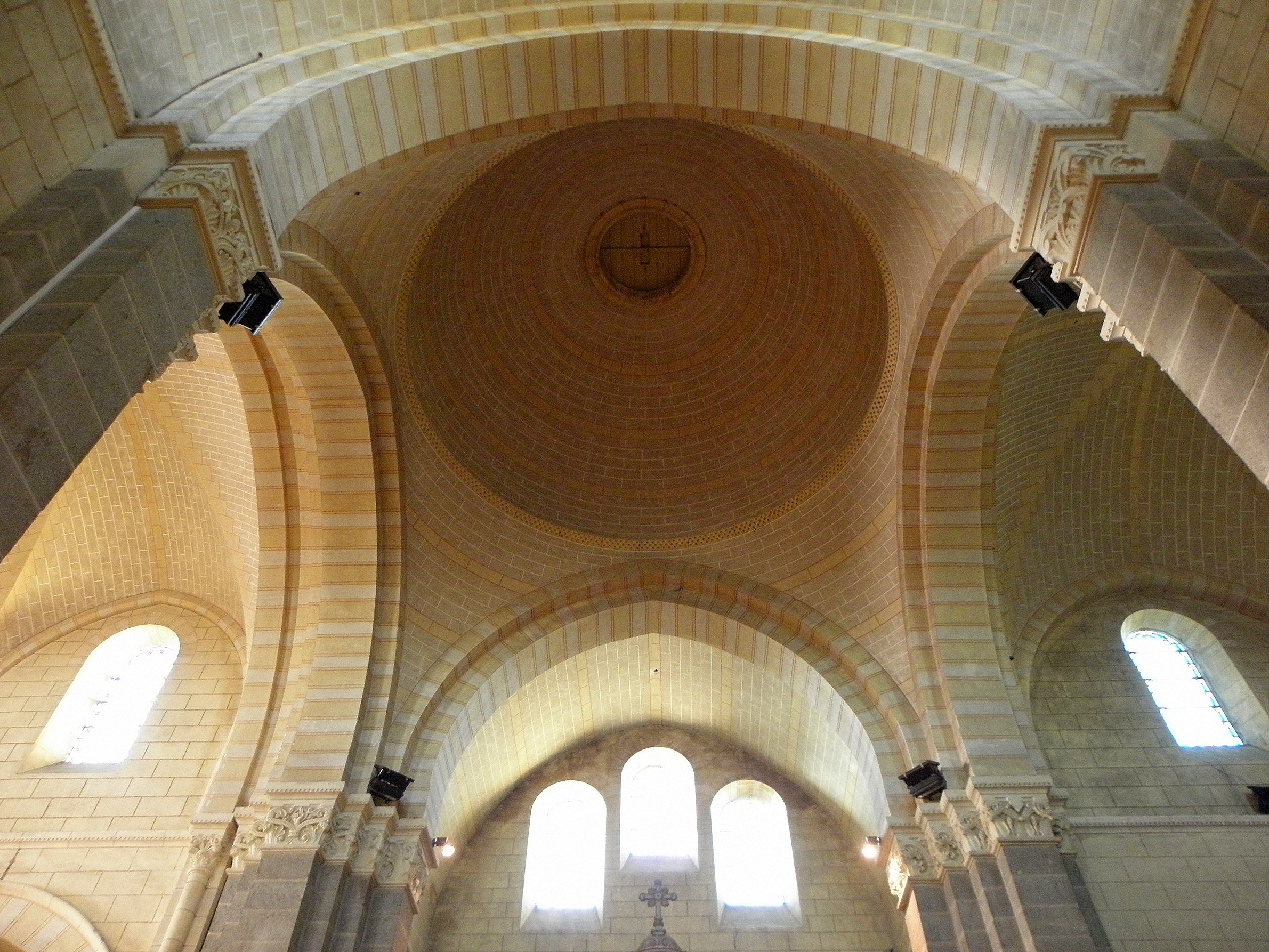
Coupole, voûtes d'arêtes de la nef et du chœur et voûtes du transept ouest.
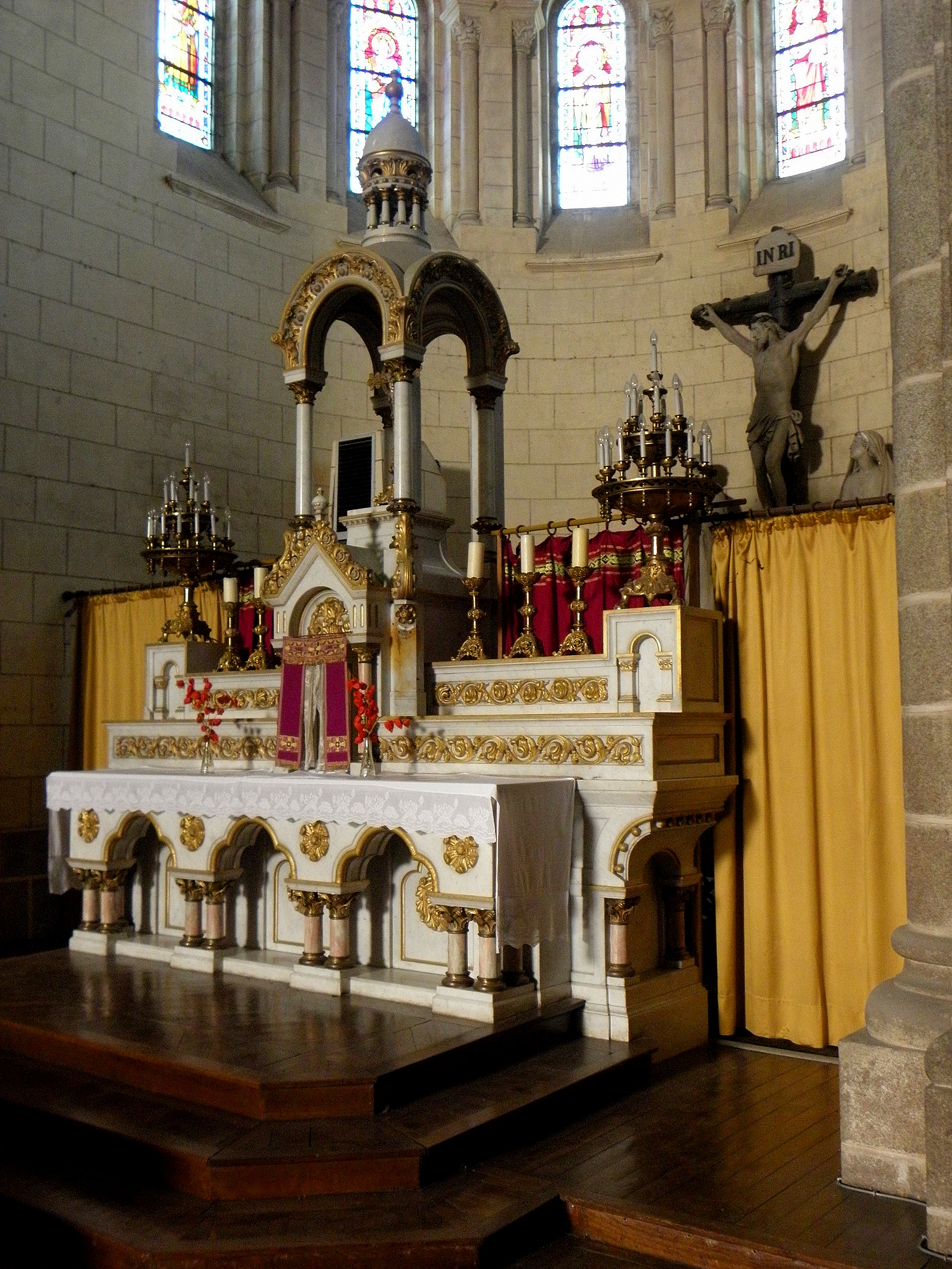
Le maître-autel.
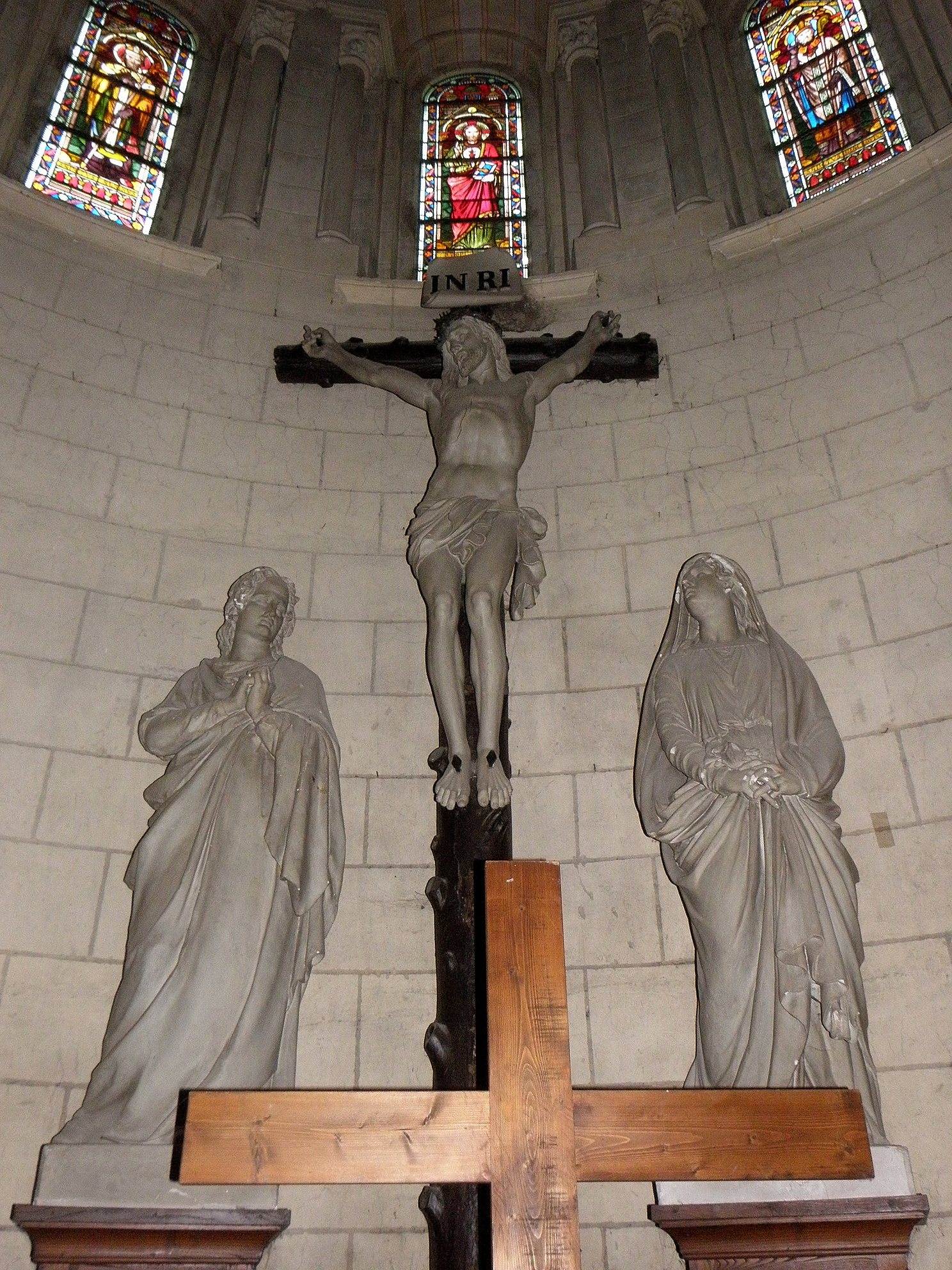
Calvaire.
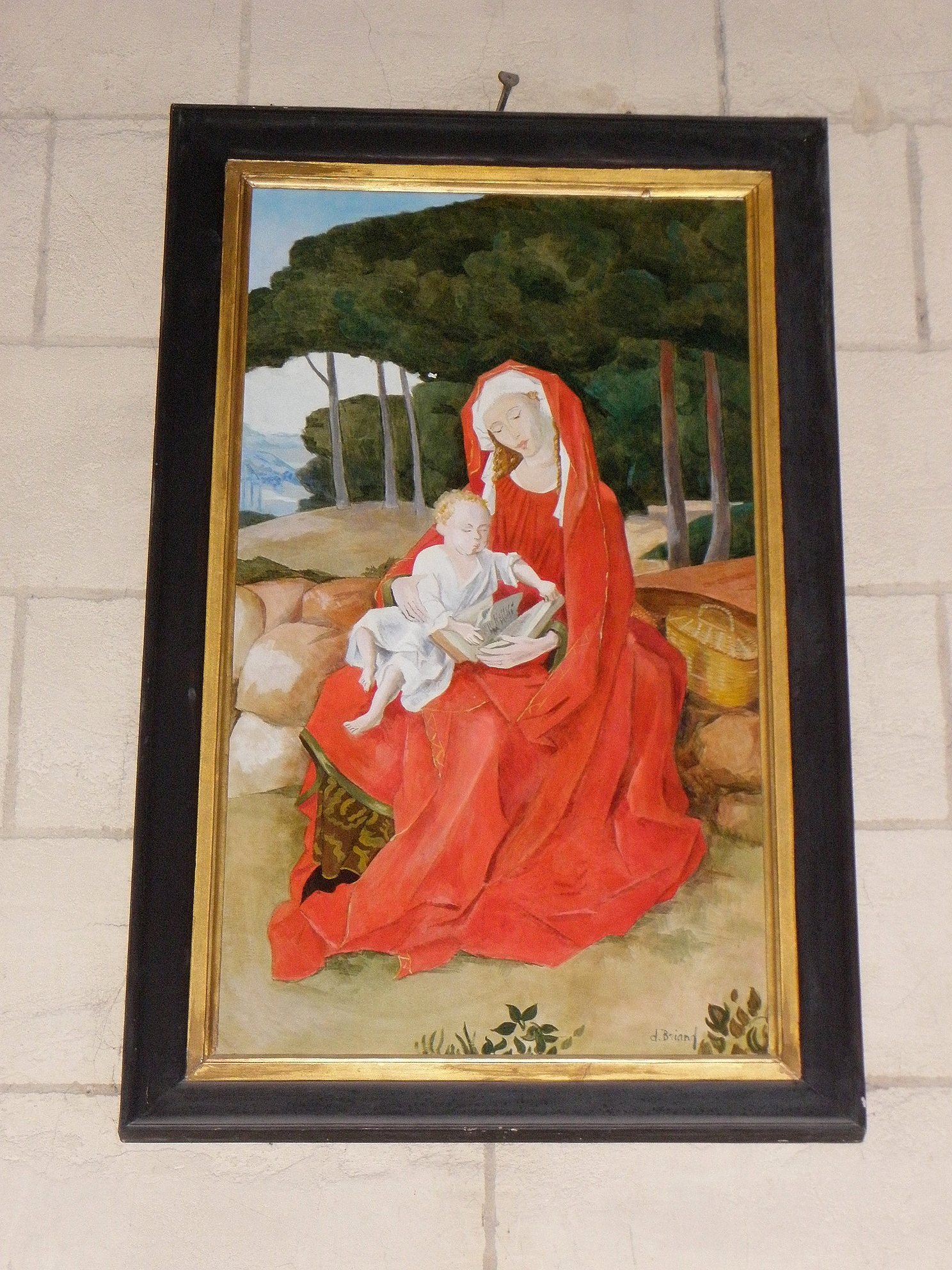
Vierge à l'Enfant (tableau).
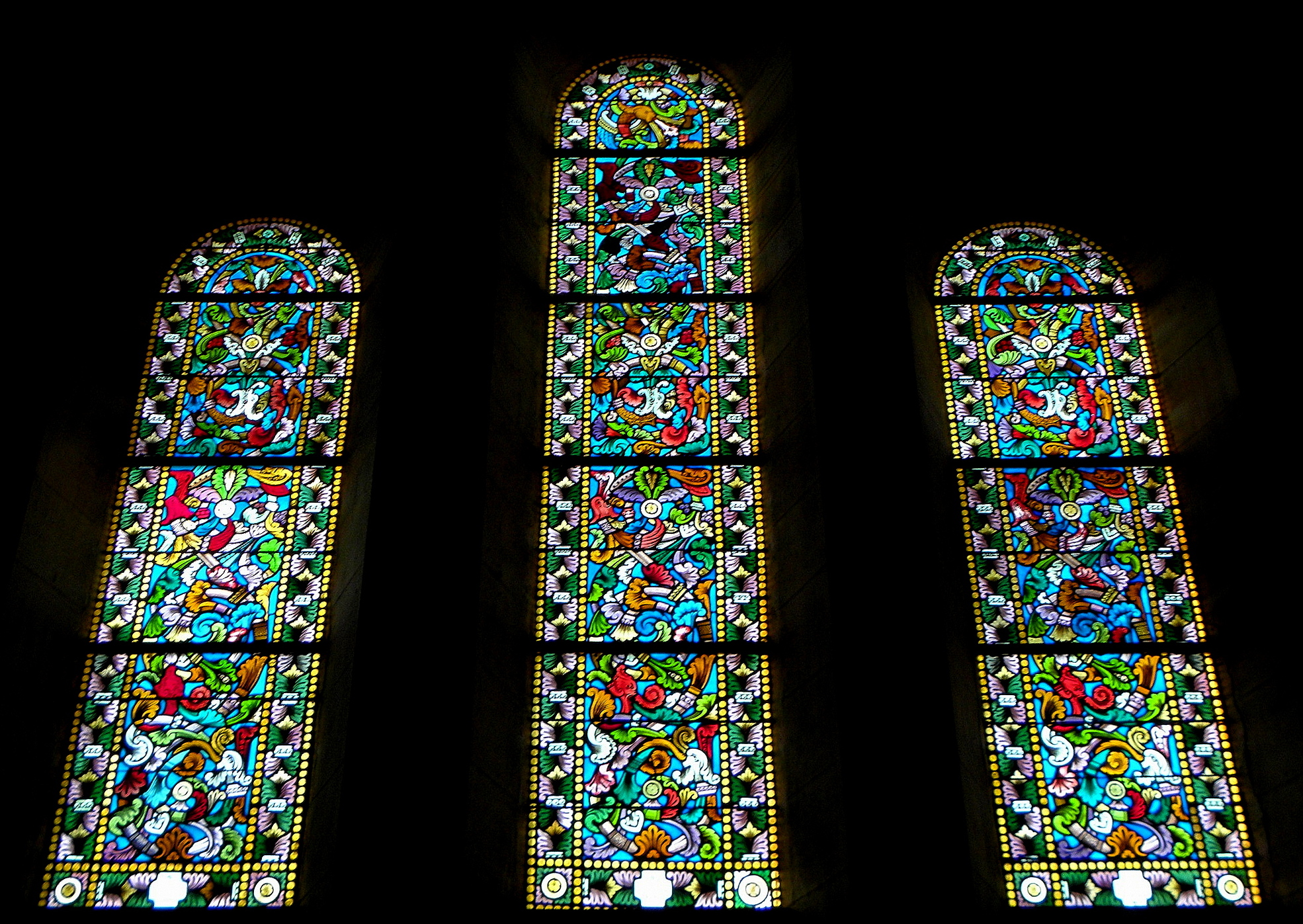
Trois des vitraux.

- La chapelle Saint-Denis : elle est située dans le cimetière[77].

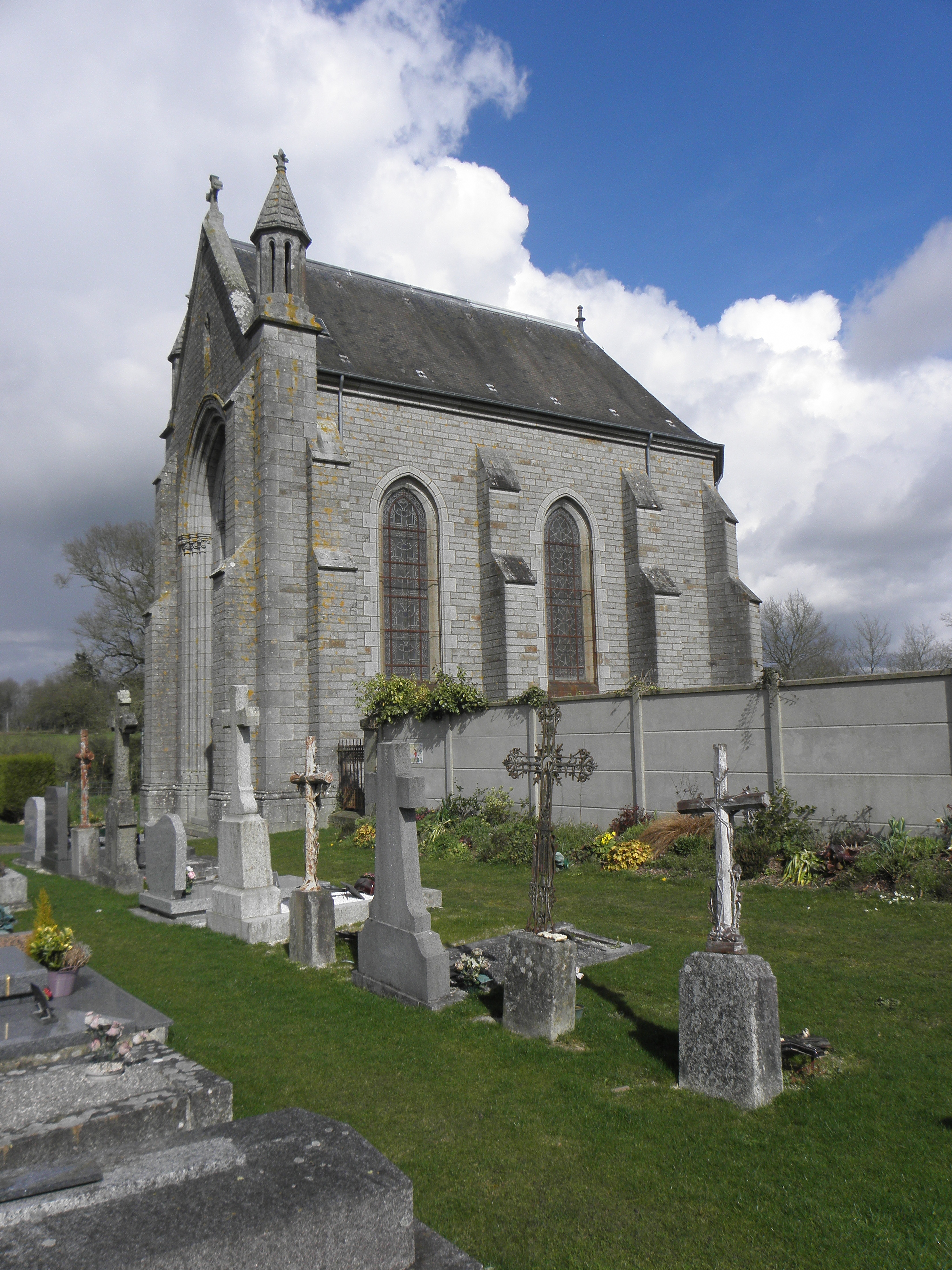
Chapelle Saint-Denis : vue extérieure d'ensemble.
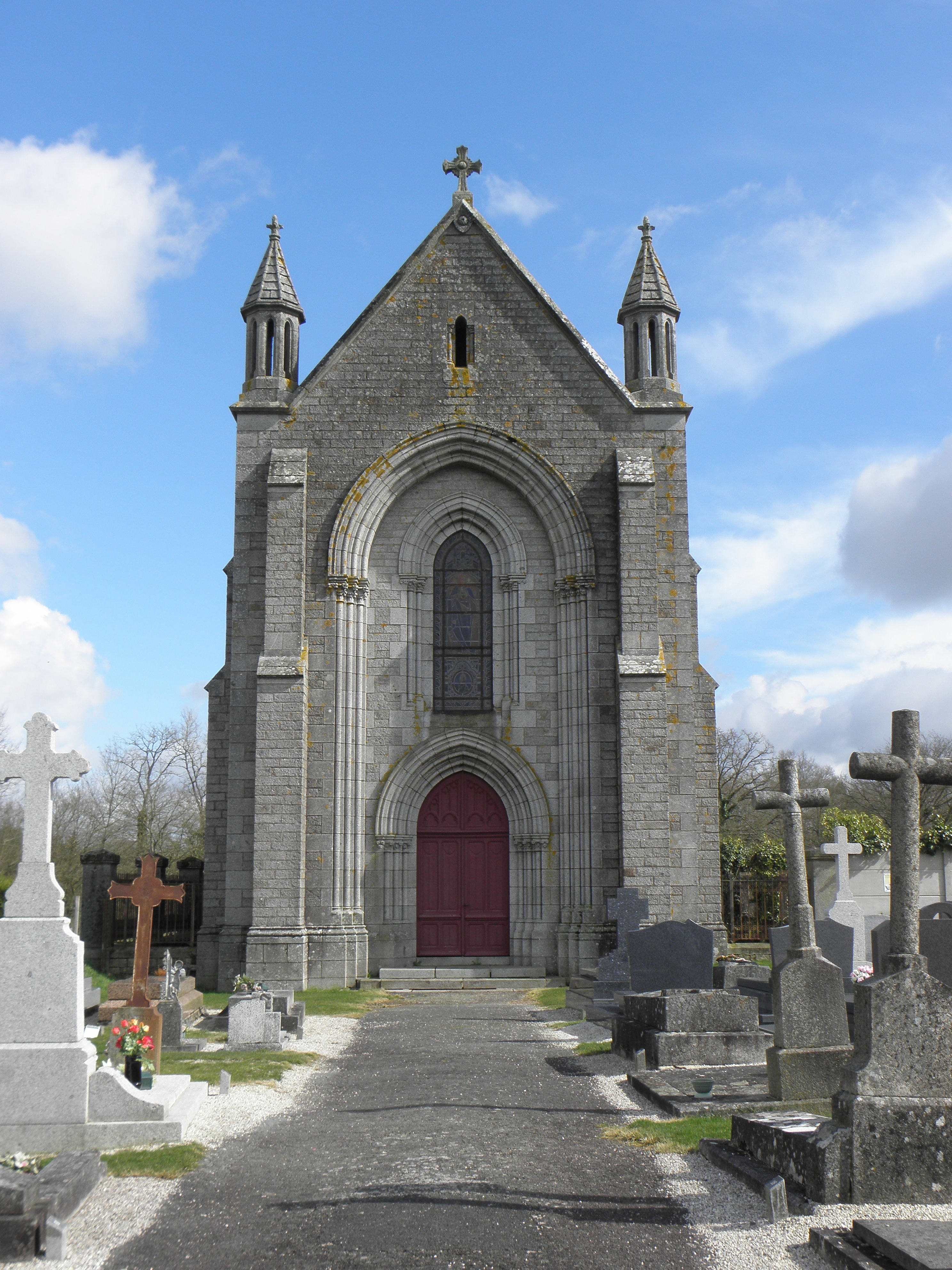
Chapelle Saint-Denis : la façade.
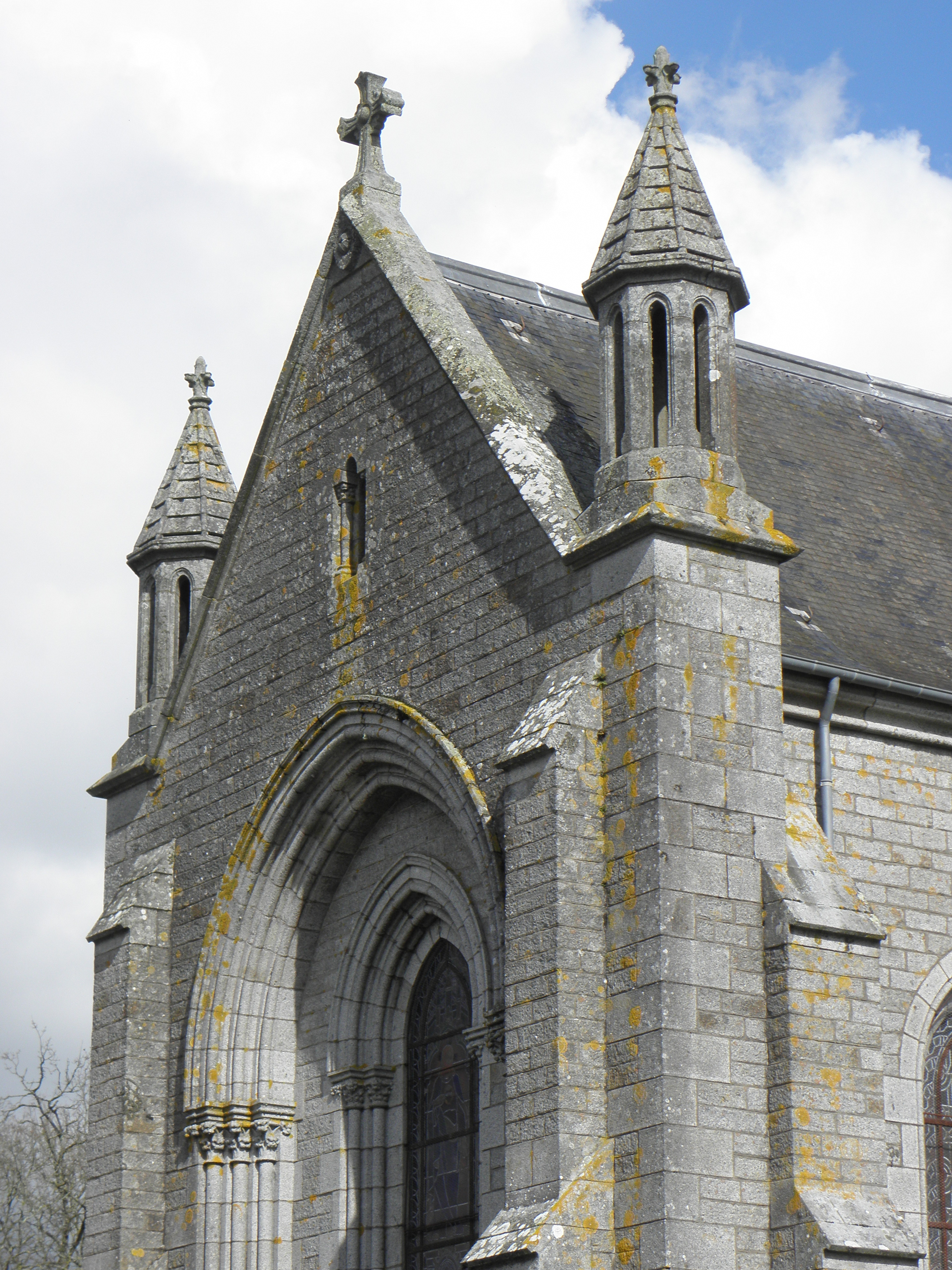
Chapelle Saint-Denis : vue extérieure partielle.

- plusieurs manoirs : Bourg-aux-Loups, la Mottaye[78], la Bellangerie, la Garenne[79].
- des maisons à pans de bois[80] et de nombreuses anciennes boutiques[81] témoignent d'une vie économique passée très active.
- le camp militaire du 11e régiment d'artillerie de marine, à la Lande d'Ouée, en limite de la forêt de Haute-Sève.
- les curieux rochers situés au lieu-dit Bécherel : un énorme bloc reste en équilibre et l'on joue à le balancer[réf. nécessaire].

Le monument aux morts de Saint-Aubin-du-Cormier est l'un des rares où la guerre d'Algérie soit nommée «guerre 1954-1962 » sans indication géographique.

### Patrimoine naturel
Du point de vue de la richesse de la flore, Saint-Aubin-du-Cormier fait partie des communes du département possédant dans leurs différents biotopes le plus de taxons, soit 519 pour une moyenne communale de 348 taxons et un total départemental de 1373 taxons (118 familles). On compte notamment 56 taxons à forte valeur patrimoniale (total de 207) ; 15 taxons protégés et 53 appartenant à la liste rouge du Massif armoricain (total départemental de 237). La forêt de Haute-Sève en constitue un élément essentiel.

### Langue régionale
La commune est engagée depuis 2017 dans la promotion du gallo à travers la signature de la charte « du Galo, dam Yan, Dam Vèr ! ».

### Personnalités liées à la commune
- Artus Brécart, écuyer du duc de Bretagne Arthur III, connétable de Rennes, capitaine de Mervent, et du Coudray-Salbart, nommé en 1458 Capitaine de Saint-Aubin-du-Cormier ; il est l'époux de Jacquette de Bretagne, fille d'Arthur III.
- Thomas James (?-1504) : ambassadeur né à Saint-Aubin-du-Cormier ;
- Jean Meaulle (1757-1826) : homme politique né à Saint-Aubin-du-Cormier ;
- Édouard Eveno (1884-1980 ?) : peintre animalier né à Saint-Aubin-du-Cornier ;
- Pierre Morel (1923-2020) : résistant né à Saint-Aubin-du Cormier.

### Héraldique

Logo.

| Blason de Saint-Aubin-du-Cormier | Blason  | Échiqueté d'azur et d'or de six tires, au franc-canton d'hermine. |
| Blason de Saint-Aubin-du-Cormier | Détails |                                                                   |